# グランド・セフト・オートV
『グランド・セフト・オートV』（グランド・セフト・オート ファイブ、英:Grand Theft Auto V） は、2013年より発売された英国ロックスター・ノース開発および米国ロックスター・ゲームス販売によるオープンワールドクライムアクションゲームである。略称は『GTAV』。
アメリカ合衆国においてビデオゲーム史上最高の売り上げを誇るゲームであり、2025年現在、『Minecraft』に次ぎ、世界で2番目に売り上げたゲームソフトである。
2018年6月14日には『グランド・セフト・オート V：プレミアムオンラインエディション』(英名:Grand Theft Auto V : Premium Online Edition、略称：GTAV:POE)が、PS4/Xbox One/PC用ソフトとして発売された。『グランド・セフト・オートV』本編に加え、『GTAオンライン』と『GTAオンライン:犯罪事業スターターパック』（違法ビジネスの世界に簡単に飛び込めるパック）が収録されている。

## 歴史
前作『グランド・セフト・オートIV』(以下『GTAIV』）の発売から3年後の2011年10月25日に、Twitter（現在のX）のロックスター・ゲームスの公式アカウントにて本作の公式発表が行われ、同時期には公式サイトがオープンした。数日後の2011年11月2日に公式YouTubeチャンネルにて公式トレーラー＃1が全世界に公開された。

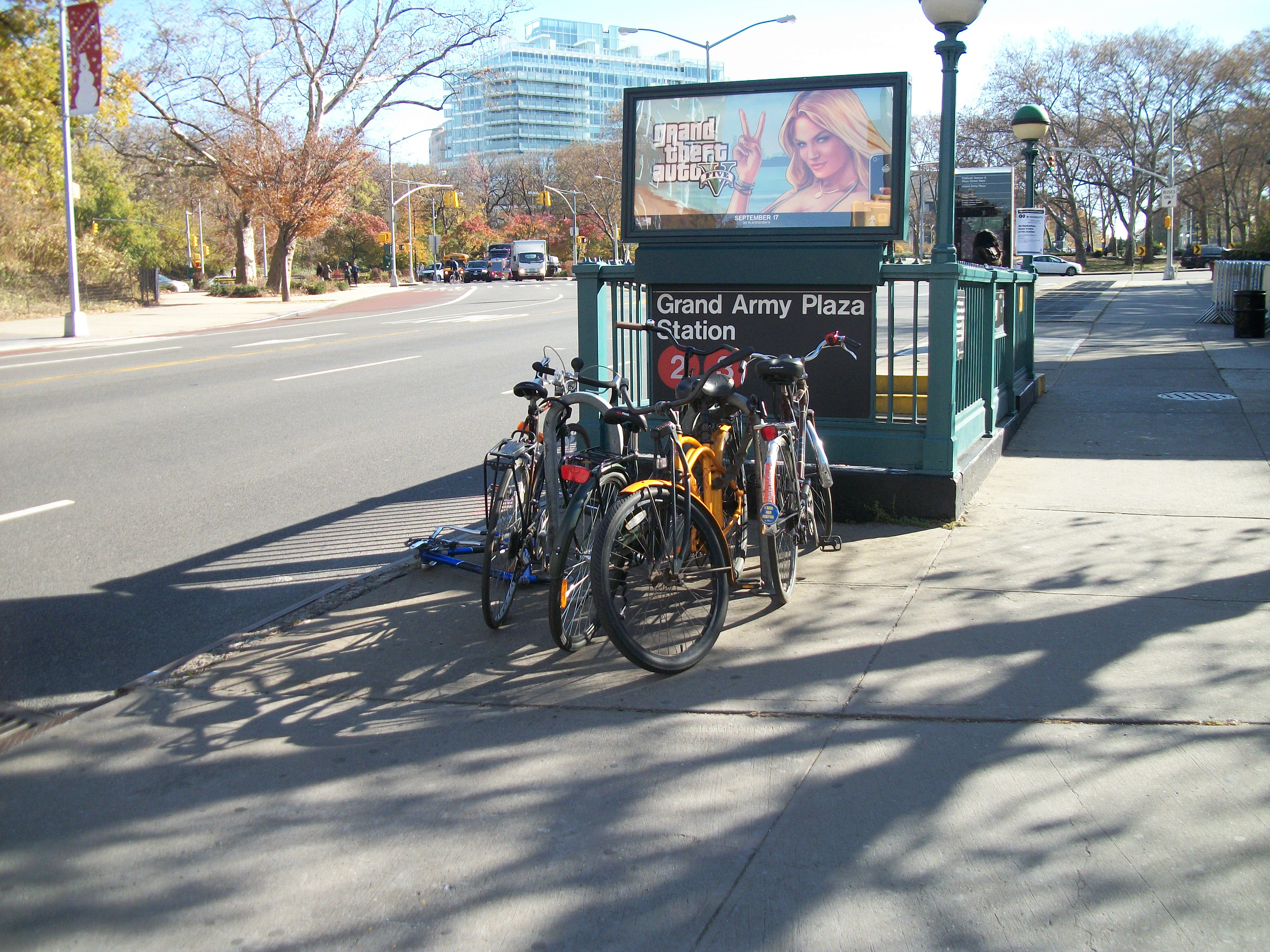
マンハッタンのグランド・アーミー・プラザ駅の入口に設置されたグランド・セフト・オートVの広告。

第2弾のトレーラーが発表された2012年11月時点では日米両国共に2013年春の発売を予定していたが、2013年2月、品質向上を理由に2013年9月17日（日本は2013年秋）に発売を決定・延期することを発表した。

最初の公式発表から約2年後、前作から約5年後にPS3版、Xbox 360版が2013年9月17日に（日本にて2013年10月10日）発売された。Xbox360版は2枚組DVD-ROM、PS3版は1枚のBD-ROMである（どちらもインストール必須作品）。
その後、画質の向上や一人称視点などの、新要素の追加など数多くの改善が施されたPS4版とXbox One版が2014年11月18日に（日本にて2014年12月11日）発売された。
また、4Kへの対応や、ファーストパーソン・シューティングゲーム（FPS）モードの導入などもされた。2015年にはビデオエディタ兼動画共有サービス「ロックスター・エディター」を導入したPC版も後に発売された。
PC版は、当初2015年1月27日発売予定としていたが、3月24日に発売が延期され、その後、4月14日に再度発売が延期された。そして、2015年4月14日午前0時（BST）に全世界同時発売された。
また、PC版においては、CEROのレーティングを受けていない為、日本語版も北米版をベースに製作されており、テキストのローカライズ面の規制を除いてこれらの規制・変更が行われていない。
PS5版とXSX/S版は2021年11月11日に発売すると発表 されたが2022年3月15日に延期、全世界同時発売となった。更なるグラフィック（各プレイヤーがグラフィック設定を行う可能になった事）とパフォーマンス向上、GTAオンラインのムービーやアイテムやカスタムショップが追加されたなど、全体的にGTAオンラインを中心に強化した。前世代版と互換性がないため、新たにPS5/Series X用BD-ROMのディスク版を購入する必要があるが、GTAオンラインについては基本的に同じ内容が配信されている。データ移行はRockstar Social Clubアカウント一つにつき一度だけ可能である。

## 前作との繋がり、時系列について
本作の舞台は前作『GTAIV』から5年後となる2013年のロスサントス（サンアンドレアス州）である（GTAオンラインは下記）。
2008年の「リバティーシティ」が舞台で、作中と同年にPS3・Xbox 360で発売された『GTAIV』及び、2年後の2010年の「リバティーシティ」が舞台で2009年にニンテンドーDSで発売された『グランド・セフト・オート・チャイナタウンウォーズ』(以下、GTACTW)の2作品が『GTAV』と世界観を共有している。
2作ともリバティーシティが舞台であったため、『GTAIV』以降のシリーズでは初のロスサントス（サンアンドレアス州）が舞台となる作品である。

## ゲームシステム
本作は、グランド・セフト・オートシリーズ（以下、GTAシリーズ）で初めて3人の主人公が同時に登場する。操作は自由に切り替えることができ、各ミッションを進めていくことができる。
『GTAV』は過去作『GTAⅢ』から『GTA:SA』までの旧シリーズとは世界観、マップ構成が大きく異なっており、GTAシリーズ史上最大級のマップである。オンラインレビューによると、マップの広さは同じロックスターゲームス社のゲーム『レッド・デッド・リデンプション』の3倍から5倍（同作のマップは『GTA:SA』の2倍程度の広さ）であり、湖や渓谷、海底洞窟なども存在している。また、ストーリーを進めないうちは行動範囲が限られていた『GTA:SA』とは異なり、全エリアが最初から全てアンロックされている。
マップの規模に関しては、2018年10月26日にロックスター・ゲームスの『レッド・デッド・リデンプション2』によって塗り替えられている。
今作では一部ミッション中にBGMが流れるようになった。また、特定の行動により評価されるシステムが採用された。また、ミッションを3回失敗するとスキップすることが可能（オンラインのミッションでは不可）。その際はクリア扱いになる。
過去作『GTA:VC』のようにマップ内にある物件を購入することにより定期的に収入が入るようになった。買える物件は主人公3名によって異なる。その物件には酒場、タクシー会社、ゴルフ場などがある。主人公をスイッチすることで主人公を切り替える事ができる。

### 手配システム
プレイヤーが強盗や傷害などの犯罪を犯すと警察に手配された状態となり、発見され次第追跡される。犯行の度合いによって5段階の手配度があり、手配度は画面右上に白い星の数で表示され、星の数が増えるに連れ警察の追跡は執拗になる。手配度1では警官は拳銃を構えるが発砲は行わず、手配度2からはパトカーでの追跡と共に発砲を行うようになる。手配度3からはBGMが流れるようになり、ヘリコプターに乗ったN.O.O.S.E（National Office of Security Enforcement）の追跡が始まる。手配度4になると地上からもFIB車両に乗ったN.O.O.S.Eの追跡が始まる。最も高い手配度5では戦場のような有様となる。今までのGTAシリーズとは違い手配レベルのMAXが5までになっている。
手配度が低い状態で警官に対して逃走や抵抗せずにいると、自動的に降参して逮捕 (BUSTED) される。ただし、手配度2以上では警官が発砲するので、無抵抗でいると逮捕される前に射殺 (WASTED) される可能性が高くなる。逮捕された場合は弾薬とアーマー、爆薬類が全て没収される一方、近接武器と銃器は没収されない。警察の視界から出ることで、警察はプレイヤーを見失った状態となる。この状態を一定時間保つと手配が解除される。

## あらすじ
2004年の冬。アメリカ中西部のノースヤンクトン州ルーデンドルフにて、マイケル・タウンリー、トレバー・フィリップス、ブラッドリー（ブラッド）・スナイダーらによる銀行強盗が発生した。彼らは多額の現金を奪って逃走を図るが、警察の待ち伏せにより計画は失敗。トレバーのみが辛うじて逃走に成功したものの、マイケルとブラッドは狙撃され、ブラッドは逮捕、マイケルは死亡し墓地に埋葬された。
時は流れ2013年、アメリカ西海岸のロスサントス。射殺されたと思われていたマイケルは非公式の証人保護プログラムを受け、マイケル・デサンタと名を変えて過去を抹消し、妻と長男長女とともに豪邸暮らしを送っていたが、強盗時代のスリルと興奮を味わえないマイケルは日々を無気力に過ごしており、夢に見た家族団欒もそこには存在していなかった。妻子も不倫や麻薬に走り、誰しもが身勝手なデサンタ家は半ば家庭崩壊に陥っていた。
そんなある日、マイケルはフランクリン・クリントンという若者と出会う。元ギャングのフランクリンは、収入の少ない若者に身分不相応なローンを組ませて自動車を売りつけ、支払いが滞った時点で車を奪う悪徳自動車販売店に勤めていた。その仕事に将来性がないことを知りながらも、生活の糧を得るために仕方なく働くフランクリンであったが、マイケルの息子を標的にしたことで反撃に遭い、自動車販売店もクビになる。しかし、マイケルの強引な反撃に只者でないと直感したフランクリンは、マイケルの中に「仕事人」としての姿を見る。マイケルの皮肉を真に受けて彼を改めて尋ねたフランクリン。その実直さと若さゆえに夢見る姿を見たマイケルはフランクリンを息子のように思うと同時に、過去のような仕事欲に疼くのであった。
その後、マイケルは妻の不倫を知り、フランクリンを連れて不倫相手の家を破壊するという報復を行ったが、そこは不倫相手の家ではなく、マフィアのボスであるマーティン・マドラッゾの愛人の家だった。家の賠償金として法外なまでの金額を請求されたマイケルは、やむなく昔の経験を活かし、フランクリンを誘って宝石店強盗を成功させ、家の弁償を果たす。しかし、その事件をニュースで知ったトレバーは、生きていたことを黙っていたマイケルを裏切り者と断じ、ロスサントスを訪れて彼を問い詰める。辛うじて誤解は解けるものの、今度は彼らの犯罪歴を知る治安維持機関『FIB』が彼らに目をつけ、組織の利益のためにマイケル、トレバー、フランクリンの3人を手駒代わりに使おうとする。その結果、3人は巨大な民間軍事会社『メリーウェザー・セキュリティ』にも目をつけられてしまう。
このままでは自由を得ることもできず、命の危険に晒されるだけだと感じた3人は、かつて夢見ながらも成し得なかった連邦保管庫の襲撃という大強盗を計画し、自由と大金を得るための大作戦に打って出る。
その後、トレバーはブラッドがマイケルの遺体に偽装されてノースヤンクトンの地に埋葬されていることを知り、マイケルを問い詰める。そこへトレバーと因縁のある中国系ギャングが現れ、人質としてマイケルを誘拐してしまう。マイケルはフランクリンによって救出されたが、今度は彼に関するデータの消去をエサにFIBの罠にかかる。トレバーに助けられたマイケルは彼と和解し、フランクリンとともに3人で連邦保管庫から大量の金塊を強奪する。さらにその後、FIBとつながりのある実業家のデビンがフランクリンの元を訪れ、トレバーかマイケルのどちらかを殺すよう脅迫する。
フランクリンがトレバーかマイケルのどちらかを殺害した場合、残りのもう一方とフランクリンの仲が悪くなるという結末を迎える。フランクリンがデビンの要求をつっぱねた場合は、フランクリン、トレバー、マイケルの3人で、FIBやデビンの私設軍隊に相当するメリーウェザーの部隊に立ち向かう。そして、フランクリンの親友であるラマーを売ったストレッチと、トレバーを殺すようフランクリンに指示したFIBのスティーブ、トレバーの商売敵でありマイケルを誘拐したウェイ・チェンを殺害し、最終的にデビンをも始末することに成功。すべての戦いを終えた後、幾多の試練を潜り抜けたトレバーとマイケル、フランクリンは紛れもなく仲間であった。その後、それぞれの道へとまた歩みを進めるのであった。

## 登場するキャラクター
（）内は英語名を表す。

### 主人公
フランクリン・クリントン（Franklin "Frankie" Clinton）
声 - ショーン・フォンテーノ
本作の主人公の一人である黒人の青年で、1988年生まれの25歳。プロローグミッション完了後に引き続き突入するミッション「フランクリンとラマー」から登場し、本編では最初に操作可能になる主人公である。サウス・ロスサントスに住む20代のストリートハスラーで、ギャング集団であるファミリーズに所属している。三人の主人公の中では最も若く、野心的なところもあることから、『グランド・セフト・オート・サンアンドレアス』の主人公カール・ジョンソンとの類似性を指摘する声もある。
親友のラマーと共に、シミオンの元で比較的裕福な新社会人などに高級車を市場価格以上の値段で売りつけ、ローンが払えなくなったところで車と有り金を回収するというリポマン稼業に勤しんでいたが、スラムに住んでリポマン稼業で生計を立てる現状に不満を感じており、いつか街を出るためと言い聞かせながら渋々仕事に取り組む。その後、マイケルの息子・ジミーの車が仕事のターゲットとなった縁でマイケルと出会い、強盗計画に巻き込まれる中で、マイケルと共闘することを決意する。
最終ミッションの直前において、マイケルかトレバーの一方を殺すか、それとも双方を生かすか、重大な決断を下す立場に置かれる。Aルートではトレバーを邪魔に思っていたFIBの命を受け、マイケルと共にトレバーを殺害する。Bルートではマイケルを恨んでいるデビンの命を受け、マイケルを殺害する。Cルートではレスターとラマーに助けを求め、マイケル達とともにFIBとメリーウェザーの部隊を凌ぐ。その後はトライアドのボス・ウェイを殺害し、最終的には三人でデビンを車ごと崖から落とす。
かつてはストリートギャングの一員や麻薬ディーラーとして生計を立てていたが、逮捕されると共に投獄された過去があり、他にも公然わいせつの前科（本人曰く「警察のでっち上げ」）がある。また、母親をコカイン中毒で亡くしており、現在は母の家の半分を間借りする叔母デニースと共に暮らしているが、彼女からは邪険に扱われている（後にレスターが税金対策で購入したバインウッドの豪邸を贈られ引っ越す）。ラマーやトーニャ、タニーシャとは同じ高校の出身。初めての強盗はラマーと共に遂行しており、2,000ドルの報酬を手に入れたが、直後にダイパックが爆発して現金が使い物にならなくなった。
従兄弟のタヴェルはストリートギャング・ファミリーズの構成員であり、半年前からリバティーシティーで暮らしている。
GTAオンラインでは『契約』DLCで登場。加齢に伴い中年風の顔立ちになり、タニーシャとよりを戻した末に結婚し、数人の子供の父親となり今もレスターから贈られたバインウッドの豪邸に家族で暮らしている。しかし「手を汚していたあの日々が恋しくなった」としてF・クリントン&パートナーズを起業し、セレブリティのお悩み解決から自社の株価操縦のための暗殺までを手掛ける。舞台となる2021年においてもかつて関わりのあった人物と良好な関係を保っており、ラマーが経営する大麻業者の拡大に手を貸すようになる。
「ショートトリップ」ではプレイアブルキャラとして操作できるようになり、ラマーと共に倉庫からバゴスが盗んだトラックを奪還したり、アラモ海周辺に点在するバゴスの大麻栽培所を襲撃して回るなど、昔のように暴れ回る。最後のミッションでラマーと共に大麻を練り込んだバンを売り込みに行くものの、契約で揉めていたところをバゴスに襲撃される。何とか撃退したものの、銃撃で燃えた大麻の煙でラマー同様ハイになりテキーララの居酒屋に突っ込む。燃えた車の煙で居酒屋の客と通行人をハイにさせたことで、皆がLDオーガニクスの名前を叫んで称える中、フランクリンもラマーと共に笑顔でLDオーガニクスの名前を宣伝する。その後はようやく掴み取った成功に大喜びして感涙するラマーを見ながら、満足そうに家族の待つ家へと帰って行った。
マイケル・デサンタ（Michael "Mikey" De Santa）
声 - ネッド・ルーク
本作の主人公の一人で、1968年生まれの中年男性。45歳。ミッション「運命の仕事」の途中から操作可能になる。出生名はマイケル・タウンリーだが、後述する証人保護プログラムによってデサンタに改姓した。
1988年にカーサーシティの小さな銀行を襲撃して1万ドルを奪って以来、トレバーたちとともに強盗を繰り返し、一時は全米最重要指名手配犯として知られていたが、2004年の銀行強盗の失敗と同時にFIBと法的取引を行って非公式の証人保護プログラムを受け、現在に至る。
古い映画を好み、映画のセリフを引用する癖があったことから、宝石店強盗の際にトレバーに生存を知られる原因となる。煙草は主に葉巻や紙巻きを好んで吸い、音楽はクラシック・ロックを好む。
証人保護プログラム適用後は、家族とともにロスサントスの高級住宅街、ロックフォード・ヒルズ（Rockford Hills）の豪邸で暮らしている。
家族を愛してはいるものの、妻・アマンダをはじめとする家族の面々との仲は悪く、人生の折り返し地点に差し掛かった所で隠居を決め込もうとしていた。
その矢先に大物マフィアのボス・マーティンとのトラブルにより多額の借金を負ってしまう。借金返済のために強盗を再開していたところ、トレバーに生存が露見し、過去の清算を行うこととなる。
トレバーに対しては仲間意識を持っていたにも関わらず、家族が出来てからは保守的な性格になってしまったことで、結局は家族を守る為にトレバーを見捨て逃げる結果になってしまったために、一時は銃を向け合う程の険悪な仲となる。その後、共に危機を乗り越える内にかつての友情を取り戻して行く。一方でフランクリンには「才能がある」として目を掛けており、「ステップアップのため」と嘯きながら彼を強盗計画に巻き込むようになる。
ストーリー終盤の最終ミッションにおけるフランクリンの選択によりマイケルの生死が分かれる。Aルートではフランクリンからトレバー殺害の協力要請を受け、ガスタンクに追い詰めてトレバーを殺すも、その後はフランクリンとトレバー殺害の責任を擦り付け合い、関係が険悪となる。Bルートではデビン・ウェストンの命を受けたフランクリンに鉄塔まで追い詰められ、最終的には鉄塔から落下して転落死する。Cルートではソロモンのファンであることがきっかけで映画プロデューサーに転身する。その後、FIBとメリーウェザーの部隊を3人で凌ぎ、フランクリンに頼まれてラマーを売ったストレッチを殺害、更には自身を窮地に陥れようとしたデビンをトレバーに誘拐させる。捕らえたデビンに何故こんな目にあったのか説明した後、3人で車ごと彼を崖から落として殺害する。クリア後にトレバーとアクティビティをすると、トレバーに裏切ったことを謝罪、トレバーもそれを受け入れ2人は和解する。その後は家族と仲良く暮らしつつ、リチャーズ・マジェスティック・プロダクションのプロデューサーとして忙しく働いている様子。
オフラインの主人公では唯一GTAオンラインに登場していないが、『契約』DLCのVIP契約ミッションにおいて映画スタジオを通り抜ける際にフランクリンが「知り合いのプロデューサーがいるところだ」と発言するなど、2021年時点においてもプロダクションのプロデューサーとして働いている事が示唆されている。
トレバー・フィリップス（Trevor "Uncle T" Philips）
声 - スティーブン・オッグ
本作の主人公の一人。1970年生まれの43歳。ミッション「ミスター・フィリップス」から操作可能になる。禿げ上がった頭に薄汚い服装が特徴である典型的なプアホワイト。カナダ出身で、現在はブレイン郡で麻薬や銃器の密売を扱う非合法企業「トレバー・フィリップス工業」（略称は「TPI」）を経営している。昔、アメリカ空軍に所属していたが精神検査の際に除隊させられている（ミッションやフランクリンと遊んでいる際に精神検査員であった女性をけなすことがある）麻薬と酒に溺れ、殺人をはじめとする犯罪を日常的に繰り返し、時には人肉を食べるという極めて残忍な性格をしていることから、マイケルが恐れているマーティンすら遠回しに「二度と会いたくない」と言わしめている。一方で、フランクリンやラマーなど、自身を恐れない人物には対等に接したり、死亡したことを知らないままブラッドの帰還を待ち続けたり、左腕に「R.I.P Michael（安らかに眠れ、マイケル）」というタトゥーを入れているなど、情の厚さを感じさせる一面もある。また、マイケルの妻・アマンダからは忌み嫌われているが、子供のジミーとトレイシーからは「トレバーおじさん」と呼ばれ慕われている。さらに、デイブを「見た顔だな」と言ったり、取引相手が用意した麻薬を石膏ボードと見抜いたり、ネット上にアップされた写真からバラスのハッパの隠し場所を突き止める、（後述ドラッグビジネスにおいて）何故か取引相手がトレバーの名前を知っており、ヤクを急かした事で捜査官だと見抜くなど、非常に頭も切れる一面もある。
かつてはマイケルと組んで強盗をこなしたが、2004年の銀行強盗に失敗した際にマイケルが死亡していたと思い込んでおり、その後の宝石店強盗の報道からマイケルの生存を知って動揺する。その後、ノースヤンクトンで、生きていたと思っていたブラッドがマイケルの代わりに埋葬されたと知った時は、自身を狙って襲撃してきたトライアドからマイケルを見捨てて逃亡、マイケルを捕えたトライアドからの電話にも「勝手に殺せ」と軽くあしらうが、ストーリーの進行につれて徐々にかつての友情を取り戻していく。
ストーリー終盤の最終ミッションにおけるフランクリンの選択によりトレバーの生死が分かれる。Aルートではフランクリンとマイケルによって追い詰められ、車ごとガスタンクに突っ込んだ所を焼き殺される。Bルートではフランクリンからマイケル殺害の協力要請を受けながらも「もう裏切りはたくさんだ！」と言い放って拒否、更にはフランクリンを「ヘビ野郎」と批判して関係が険悪となる。Cルートでは3人でFIBとメリーウェザーの部隊を一掃した後に、自身を殺すようフランクリンに命じたスティーブを射殺する。その後はデビンの自宅を警護していたメリーウェザーを殲滅しデビンを誘拐、3人で車ごと崖から落とし殺害する。クリア後はマイケルの謝罪を受け入れ、更にはフランクリンに「ブラッドはクズだった」と語る。
GTAオンラインではミッションの依頼人として登場。商売の邪魔をした主人公を自宅に呼びつけて殺そうとするも、自身を全く恐れなかった主人公を気に入り、ロンと組み麻薬や武器がらみの仕事を与える。強盗の一つ「ドラッグ強奪ビジネス」の依頼人でもあり、その際は主人公達を無理矢理TPIの社員としており、フィナーレでは襲い来るバラスやバゴス、ロストMC、オニール兄弟の手下などから積荷の商品を守りきる。また、時系列的には本編の4年後である2017年にあたる極秘空輸において、ロンがトレバーの近況について言及する場面があり、「バインウッドのセレブみたいになっちまって…」と発言している。
また、『契約』DLCにおいてもF・クリントン&パートナーズのオフィスで受付を担当するアシスタントから、フランクリンの留守中に浮浪者のような風貌をしたトレバーと思しき人物が来社し、フランクリンに会おうとするもいない事を告げられると怒り出してデスクの上で脱糞し止められた事が語られている。
主人公（GTAオンライン）
「GTAオンライン」のみ操作することになるキャラクター。名前や性別、年齢、外見、人種は自由に変更可能（ゲーム開始後も$100,000支払うことで外見を変更可能）。
ラマーとインターネット上で知り合い、飛行機でロスサントスにやって来たということ以外は全てが謎に包まれている。オフラインの主人公と違い一切喋らず（プレイヤーがボイスチャット機能を使っている場合のみ口パクをする）、ムービーでも一言も言葉を発することはないためその事を度々指摘されており、レスターからは「無口で不気味な友人」と呼ばれている。それでも仲間同士とは意思の疎通が図れているようで、強盗が終わった後は2人でバーに行ったり、4人でパーティを楽しむなど一般人と変わらない一面を見せる。
プレイヤーの選択次第ではあるが、貨物や車両の密輸、モーターサイクルクラブ設立及び違法物品の製造、地下基地の運営及び銃器密造、格納庫での極秘空輸、地下施設の所有、ナイトクラブ運営、アリーナ競技への出場、カジノ強盗、セレブの裏仕事など、あらゆる違法ビジネスに手を出している。

### 主人公の家族や仲間たち

#### フランクリンの関係者
ラマー・デイビス（Lamar "Lanky Dumbass" Davis）
声 - スリンク・ジョンソン
フランクリンの高校時代からの親友。フランクリンと同じくファミリーズに所属しており、共にリポマン稼業に勤しんでいるが、ファミリーズで成り上がろうとしている自分と異なり地元を脱出しようと考えているフランクリンに不信感を抱いている。時には反目し合い険悪な状態になることもあるが、ストレッチの策略によってフランクリンと共に何度も危険な目に遭う度にフランクリンと協力して窮地を乗り越える。その後はマイケルと関わるフランクリンの仕事に関わりを持つようになり、ミッションでも度々登場する。その後、最終ミッションCルートではフランクリンやマイケル、トレバーと協力してFIBやメリーウェザーの部隊を退ける。
GTAオンラインにも登場し、冒頭のチュートリアルにおける案内役として出演している他、ミッションの依頼人として仕事を与えたり、他プレイヤーに向けて路上強盗を派遣したりするなどといった援助もする。
その他、GTAオンラインではローライダーの取引でロスサントスの頂点に上り詰めようとプレイヤー達を協力させるが最終的には失敗し、バラスやバゴス、更には古株のヴァーノン（名前のみ登場）に殺されそうになるがプレイヤーに助けられる。再び頂点に立つことを宣言しプレイヤーに別れを告げた。
その後、『契約』DLCにて再登場。娯楽用大麻解禁の流れに乗り、大麻販売を手掛ける「LDオーガニクス」を立ち上げた。栽培した大麻は匂いを嗅いだフランクリンが「すげえ上物だ」と感心するほどの高品質であり、競合他社の排除などをフランクリンに依頼する。特に大麻ビジネスおいて強力なライバルであるバゴスからは執拗に狙われ、自身の倉庫から大麻を積んだトラックを盗まれた挙句追いかけて取り返そうとしたものの爆発してしまい、その報復としてアラモ海周辺にある大麻栽培所をフランクリンと共に焼き払って回る。最後のミッションでは新たな手段として車体に大麻を混ぜ込んだバンを作り、オフラインの不審者と変質者ミッションに登場するイプシロン信者兼俳優であるジミー・ボストンにハッパを売り込むも、バンに書かれた自身のイラストをジミーの物に描き替えられそうになり、揉めたところを自撮りの位置情報から場所を特定したバゴスに襲撃される。何とか襲撃は撃退したものの、銃撃によって炎上し大麻の煙で充満するバンを自身の倉庫までもたないとしてテキーララに運んで通行人全員をハイにしようとし、最終的にテキーララまで運転するも居酒屋にLDオーガニックスのバンを衝突させ炎上してしまう。その結果、現場に集まってきた客や通行人たちが大麻の煙によってハイになり、全員がLDオーガニックスの名前を称えて叫び続ける。そして自分とフランクリンの写真を人々に撮らせてバズらせることで、図らずも事故を逆手に取って自身のブランドを宣伝する事ができ、オフラインから苦節8年を経てようやく掴み取った成功の喜びを爆発させていた。
チョップ（Chop）
雄のロットワイラー。元々はラマーに飼われていたが、「これ以上ラマーのような馬鹿にならないように」フランクリンに譲渡される。元の飼い主のラマーの性格に似ているのか、性欲が強く、相手の犬の性別問わず交尾をし始める、犬小屋の周りに大量の糞を撒き散らす（後述の躾けで改善可能）といった癖のある面が目立つが、その一方で、匂いで人物やアイテムを探し当てたり、フランクリンの敵に飛びかかったり、夜間の森でオニール兄弟を追撃するのに活躍するなど、賢い一面もある。また、公式スマホアプリ『iFruit』では彼の躾けをテーマにした育成ゲーム『チョップ・ザ・ドッグ』がプレイでき、糞の後始末、首輪の変更、芸の仕込みといった効果がゲーム本編にも反映される。
GTAオンラインでは『契約』DLCで登場したが、フランクリンによれば年を取ったためか「昔のように外に出ることもあまりなくなった」とのこと。
ハオ（Hao）
→#不審者と変質者
トーニャ・ウィギンス（Tonya Wiggins）
声 - Brianna Colette
フランクリンの友人である女性。ラマーやタニーシャとも親交があるが、恋人のJBが薬物依存で、まともに仕事ができないからとフランクリンに5度も仕事を手伝わせる。また、自身も少々薬物依存気味で、フランクリンからやめるよう注意されているが、本人は聞く耳を持たずにハイになった状態で電話に出たりしている。
デニース・クリントン（Denise Clinton）
声 - ジャネット・ヒューバート
フランクリンの叔母。ストロベリー地区でフランクリンと同居しており、作中に登場するただひとりのフランクリンの親族だが、居候の身であるにもかかわらずフランクリンを邪魔に思っており、良好な関係ではない。いわゆるフェミニストであり、家に同志を数人集めて乱痴気騒ぎをしたり、「男の世界を終わらせる」等と叫びながらジョギングをするという活動を行っている。ラマーからは少なからず好意を持たれている。また、トレバーからはあまり良く思われておらず、トレバーから「これで素敵な物を買うといい」と現金を貰うも、たったの$7であることに文句を言うと「何でも欲しがるメス豚なのか？」と言い放たれたり、同志とフェミニストジョギングをした時に「黙れ」と一蹴されたりしている。フランクリンがバインウッドの別荘へ引越しした際には心配するような趣旨と共に中傷文のメールを送る。以降は家を私物化し、フランクリンを締め出してしまう。

#### マイケルの家族
アマンダ・デサンタ（Amanda De Santa）
声 - Vicki Van Tassel
マイケルの妻。かつてはクリスタルという源氏名で活動していたストリッパーで、そのころからトレバーとも知り合っているが、トレバーの事は忌み嫌っておりロスサントスでトレバーと再会した際は彼を罵倒している。
マイケルの金を浪費してはマイケルに酷くあたられており、お互いの存在を我慢出来ないと感じている。テニスコーチやヨガのインストラクターと浮気に励んでいた上に、マイケルとは本音を話せない事から険悪な仲に陥っており、一時的に別居するが、ストーリー終盤で息子のジミーがマイケルの元へ戻ったのを機に仲直りする。
最終ミッションでプランBを選択しマイケルを殺害すると、Eメールを通じてフランクリンを罵倒する。
トレイシー・デサンタ（Tracey "Traci" De Santa）
声 -Michal Sinnott
マイケルの娘。22歳。アマンダ同様、ストーリー中盤まではマイケルとの仲は悪い。マイケルだけでなくアマンダやジミーとも口論する一面も見られた。自身の価値を考えずに安売りをする傾向があり、何度も危機に陥ってはマイケル達に救われている。アマンダとは違い、トレバーの事は特に邪険に思ってはおらず、トレバーがラズロウにトレイシーとの思い出話をする場面もある。母親譲りのストリップダンスでTVスターの座を狙うも、全米の笑い者にされる事を危ぶんだマイケルとトレバーによって阻止される。その際の2人の行いに対して激怒し、アマンダやジミーと共に別居する。その後はマイケルに「両親が一緒に暮らして喧嘩しているほうがいい」という気持ちを話したりしていたが、終盤では番組出演を条件にラズロウから関係を迫られていたところを、乱入してきたマイケルに助けられたことで仲直りをする。その後は熱狂的なファンにストーキングされるなどスター街道を上りつつも大学進学のために勉強に励むこととなり、Bルートではマイケルとアマンダの通話の内容から大学受験に合格したことがわかる。
ジェームス・"ジミー"・デサンタ（James "Jimmy" De Santa）
声 - ダニー・タンベレッリ
マイケルの息子で、オンラインゲームとネットでの荒らし行為とマリファナが好き。肥満体形であるほか、本人の談によれば甲状腺を病んでいるようである。また、年齢は20歳と既に成人しているが、無職で職探しもしていない。当初は非合法かつ粗暴な仕事をしていた父を快く思っておらず、マイケルの所有物のボートを勝手にチンピラに売る、運転中の父に麻酔薬入り飲料を飲ませてマイケルをその場に放置し車を強奪する、勝手にクレジットカードを作るといった問題行動が絶えないが、母や姉程マイケルを嫌っている訳ではない。後にアマンダやトレイシーと共に別居するが、ストーリー終盤で一向に会いに来ないマイケルを心配して自分から彼の元へ戻ったことから家族仲が修復するきっかけを作る。その後、家族仲が修復されて以降は自室で運動をしたり、ロードバイクを購入する等して体を動かすようになり、就職活動にも励むようになったほか、映画プロデューサーに転身したマイケルを尊敬するようになり「俺も将来は映画を作る」と言い出すようになる。また、メリーウェザーが家を襲撃し、マイケルが敵の不意討ちを受けた際はブレーカーを落として停電させ、ミリタリーグッズのボディアーマーやヘルメットで武装し、暗視スコープを使ってマイケルを助けた。
トレイシー同様にトレバーには「トレバーおじさん」と呼んで友好的に接しており、少しワルぶった文面で遊びに誘ったところ、メールの内容を叱られた。
GTAオンライン「ダイヤモンドカジノ強盗」にも登場。オフラインの頃よりも若干だが痩せており、髪も伸び金髪になっている。父マイケルのコネによってレスターのもとに預けられ、プレイヤーが強盗の拠点として購入したアーケードショップにて試しに1週間という条件でレスターに雇われている。仕事に関してはこき使われることに愚痴を零しながらも、店の表側のスタッフとして店内の掃除や機器のメンテナンスといった雑用をこなしており、レスターからも家族ぐるみの付き合いという事でそれなりに目をかけられている。

#### トレバーの関係者
ナーバス・ロン（Ronald "Nervous Ron" Jakowski）
声 - David Mogentale
本名ロナルド・ジャコウスキー。サンディ海岸のトレーラーハウスに住むトレバーの友人で、普段はラジオ番組のDJをしている。ナーバスという渾名が示す通りの神経質かつ陰謀論者で、政府に監視されていると思いこんでおり、何でも政府の陰謀で話を片付けようとする癖があるほか、手元のラジオで空から降ってくる何かを受信しようとしている。トレバーの親友として互いを「ナーバス・ロン」や「クレイジー・トレバー」と呼び合いつつも、その実彼を恐れているために実質トレバーの子分に近い。トレバーからは無理難題を押しつけられたり、嫌がらせをされることが多くトレバーがいない所では彼を侮辱するような愚痴をこぼす一方、マイケルがトレバーを侮辱すると「言いすぎだ」と言ったり、GTAオンラインの強盗ミッションでは自身が身を隠そうとする中「彼のことは頼んだぞ」と言い残すなど、親友として大切にしている一面もある。トレバーからも自らの会社の経営を任せられるなど信頼していることが分かる。
トレバー・フィリップス工業の経営管理を行っており、基本的に前線には出ないが、トレバーと共にロストの拠点を襲撃したり、単身で爆破工作を行うなど行動力はある。トレバーと共に薬物や銃器の取引をし始めたのが原因で妻と離婚協議中らしく、それが原因で金が要ると嘆いている。トレバーがロスサントスに行くことになった際にはサンディ海岸に残りトレバー・フィリップス工業の後任のCEOに任命された。また、終盤でAルートを選んだ場合は「お前のせいで友人と仕事を失った」とマイケルにメールを送る。
GTAオンラインにもトレバーと共に登場し、ミッションの依頼を行う。「ドラッグ強奪ビジネス」では保管場所となっている倉庫で主人公達が回収してきた白粉やハッパの処理を担当している。「極秘空輸」アップデートでも登場。トレバーと共に開始した航空機による密輸ビジネスをやがて一人で任せられるようになり、軌道に乗せて順調に規模を拡大させたもののあまりの依頼の多さにたまりかね、新たなビジネスパートナーとして航空機の格納庫の購入をプレイヤーに勧め、購入後は航空機を使った密輸ミッションをプレイヤーに依頼する。また、共に会社やビジネスを拡大させていく筈だったトレバーが今やバインウッドのセレブのようになってしまったと愚痴を零しており、同時にしばらく会っていないことを匂わせている。
ウェイド・ハーバート（Wade Hebert）
声 - マシュー・マー
トレバーとロンの友人（実態はトレバーの子分のような扱い）。子供染みた喋り方で非常に頭が悪く、血を見てもシロップだと思い込む程だが、人探しや情報収集が得意な面もありトレバーから「ロスサントスに住むマイケルと言う男を探せ」という難題を引き受け、電話帳の名前をもとに見事に探し当てる。トレバーがロスサントスへ進出してきた際も同行し港の偵察等で活躍するが、ストリップクラブを乗っ取った後はストリッパー達と遊び続けるようになる。
シェフ（Chef）
声 - アンソニー・カミア
トレバーフィリップス工業の薬物製造部門の担当者で、表向きは酒屋として営業している。トレバーの会社の入社試験で貴金属買い取り業者の男とボディガードを殺し、死体を埋めて1万ドルのあがりを手に入れたと語っていた。後に強盗クルー（ガンマン）として雇うことができるようになり、パレト銀行強盗からパッキーと同等の報酬で仕事を請け負う。報酬の分け前はトップクラスに多いが、実力も相応に高い。
GTAオンラインでは「ドラッグ強奪ビジネス」のオープニングにてトレバー、ロンと共にアパートを訪れるほか、「ドラッグ強奪・結晶」クリア後のムービーでトレーラーの回収役として登場している。激しい強盗でも頭は切れ、トレバーからの信頼も厚い一方、危機感がとても強く、慌てるように行動する。
クリータス・ユーイング（Cletus Ewing）
→#不審者と変質者
モード・エクルズ（Maude Eccles）
→#不審者と変質者
フロイド・ハーバート（Floyd Hebert）
ウェイドの従兄弟である港湾労働者。ロスサントスのベスプッチ・ビーチにある恋人のデブラ(声 - クレア・バーン)の家に住んでいるが、彼女との関係は冷え切っている。「ミスター・ラズベリー・ジャム」という名のテディベアを所有していたが、トレバーが自慰に使ったことでボロボロにされてしまう。
トレバーのメリーウェザー襲撃作戦などに散々付き合わされ、ミッション「愛の沸点」ではとうとうトレバーを招き入れていた事がデブラに露見。彼女から銃を向けられさんざん侮辱された末に別の男がいると告白された事から錯乱状態に陥り、デブラとトレバーにナイフを突きつける。その後画面が暗転し、アパートから返り血を浴びたトレバーが出てくるため、どちらかに殺害されてしまったことが示唆される。（トレバーとデブラのどちらに殺されたかは不明だが、直後のラジオのニュースでは「男の射殺体と女の刺殺体が発見される」とあるため、恐らくデブラに射殺されたあと、トレバーがデブラを刺殺したと思われる）。
イベント後のトレバーは項垂れた様子であり、フロイドには仲間意識があったものと思われる。

#### 強盗メンバー
今作の重要なキーポイントである強盗は様々な能力を持った人物を必要としており、クルーはガンマン、ドライバー、ハッカーの3タイプに分かれる。傾向としては優秀な者程に多くの報酬を要求されるが、例外も存在する。また、ミッション中に仲間が死亡すると強奪した物品を落とし、回収しないと収益が減る上に遺族に対して上乗せで報酬を支払わなければならないが、仲間は仕事を生き延びると成長して使用する武器のグレードアップや仕事の手際が良くなる。
レスター・クレスト（Lester "The Molester" Crest）
声 - Jay Klaitz
マイケルやトレバーの旧知の人物で、優れた頭脳を持ちコンピューター等の情報技術に秀でたハッキングのスペシャリスト。片足が悪いために、長距離を歩く際は杖を突きながら足を引きずるように移動するほか、自宅では車椅子で移動する。喘息持ちのために入退院を繰り返している。かつてはマイケルやトレバーと組んで数々の強盗を成功させており、2004年の強盗でも計画立案と後始末役で参加していたが、マイケルの裏取引にレスターを売らなかったことから再会後すぐにマイケルを信用し、再び強盗を始めるようになる。強盗においても主に作戦の立案や後始末、盗品の換金など裏方としての立場であるためにハッカーとして参加しないが、連邦保管庫襲撃・派手ルートではトレバーのヘリに搭乗してロケットランチャーで応戦してくれる。自慢のハッキング技術を駆使して、マイケルの生存を突き止めるが、後に行っている株取引のためにマイケルとフランクリンに株価の操作のための暗殺の依頼をする。その後、最終ミッションCルートではフランクリンに復讐のためのある提案を出してサポートしたり、マイケル達の頼みで殺害の対象者の居場所を調べ上げて教える。
GTAオンラインでも登場。ミッションを与えてくれる他、有料で他プレイヤーの首に賞金を掛けたり、警察の手配を消したり、車両の手配などを行う。
強盗ミッション「フリーサ強盗」・「パシフィック銀行強盗」では説明を兼ねたバックアップを担当する。「GTAオンライン：強盗ドゥームズ・デイ」ではメインキャラクターとして登場。第一幕、第二幕ではエイボンの協力者として活動する。第三幕では生まれて初めて他人に親切した事で世界を巻き込む騒動を引き起こしてしまった事を悔やみ、IAAに協力しエイボンとクリフォード打倒へ向けて活動を行う。「ダイヤモンドカジノ強盗」でも登場し、「この州ではそこそこ稼いだ」「金ならもう使い切れないほどある」として半引退状態となっていた。ロスサントス・トライアドの実質的な頭領であるジョージナ・チェンによる復讐を兼ねたカジノへの銀行強盗の依頼も、オフラインでの連邦保管庫襲撃やその後のドゥームズ・デイなどの一件を経て荒事はもうウンザリだとして渋っていたが、ジョージナに懇願されたことで渋々引き受ける。ダイヤモンドカジノ襲撃の為にみたび狂言回し的な立場を兼ねたバックアップ役として活動し、今回の強盗を「一世一代の強盗」と位置づけこれを最後に今度こそ本当に引退することを匂わせていたが、最終的にはカジノ襲撃後に一転して引退を撤回し強盗稼業を続けていくことを決意。また、ジョージナとも結ばれ口づけを交わした。

##### ガンマン
パッキー・マクレリー（Patrick "Packie" McReary）
声 - Ryan Johnston
本名パトリック・マクレリー。前作に登場したニコ・ベリックの相棒で、アイルランド系ギャングであるマクレリー・ファミリーを率いていた男性。過去の功績を自慢する癖は今作でも健在で、中でも前作の銀行強盗については熱く語っている。ランダムイベント「逃走ドライバー」で登場し、仲間と共に薬局に強盗に入るも相棒が逃走車両を手配していなかったため、通りかかった主人公の運転する車に乗って逃走する。その後、目的地まで送り届けると強盗ミッションでガンマンとして雇えるようになり、デフォルトで雇えるガンマンと比較して全体的に高い能力を持ちながら12%とやや安い報酬で仕事をするようになる。
オンラインの「ダイヤモンドカジノ強盗」で再登場。こちらもランダムイベントをこなすことによって雇うことができる。分け前は8%と他の高ランクガンマンよりも安いが、武器は強力。
シェフ（Chef）
→#トレバーの関係者
ノーム・リチャーズ（Norm Richards）
声 - Evan Neuman
デフォルトでガンマンとして雇うことができる男性。報酬は7%とダリルに次いで安いが、能力は総じて低く、まともな武器を自弁出来ず、強盗では必ずヘマをする上、参加させる強盗や作戦によっては進行にかかわらず必ず死んでしまう。かつて銀行強盗犯として活躍したマイケルに憧れている。
ガスターヴォ・モタ（Gustavo Mota）
声 - Reza Salazar
デフォルトでガンマンとして雇うことができる男性。メキシコ系アメリカ人である元バゴスのメンバー。レスターからは「正真正銘のプロ」と称されており、報酬は14%とガンマンの中で最も高いが相応の能力を誇る。バゴスのメンバーとしての初仕事で現金輸送車を襲撃して20万ドルを奪ったという経歴を持つ。
GTAオンラインではコンタクトミッション「脱走」で登場。護送車に乗せられて刑務所へ護送されているところをプレイヤーに助けられ、レスターの倉庫へ送り届けられる。
「ダイヤモンドカジノ強盗」で再登場。分け前は9%と2番目に高いが、能力は変わらず高い。
ダリル・ジョーンズ（Daryl Johns）
声 - Benton Greene
パレト銀行強盗から雇用可能になるガンマン。報酬は6%と最も安いがそれ相応に能力も低く、作戦によっては進行にかかわらず必ず死んでしまう。自らを「天才」と呼ぶ等非常に自信過剰な性格で、口ぶりや態度が悪く、度々レスターやトレバーに馬鹿にされる。若い頃に強盗に失敗し、10年投獄された経歴がある。
ヒュー・ウェルシュ（Hugh Welsh）
声 - Andrew Totolos
FIB襲撃作戦から雇用可能になるガンマン。レスターからは「まだ燃え尽きちゃいない」と称される。報酬は7%と安いが、ダリルと同じく能力は低い。展開によっては映画の脚本を書いていたことが明かされる。
カール・アボラジ（Karl Abolaji）
声 - Jaime Lincoln Smith
大強盗ミッションで雇用できるガンマンで、イプシロンの信者。報酬は8%とガンマンの中では中間辺りで、能力も平均レベル。レスターからも「手堅い」と称される。
「ダイヤモンドカジノ強盗」で再登場。分け前は5%とガンマンの中では最安値だが能力も低い。
チャーリー・リード
オンライン「極秘空輸」で登場。元軍人。
「ダイヤモンドカジノ強盗」で再登場し、分け前は7%と中程度で、能力も中程度。
チェスター・マッコイ
オンライン「銃器密造」で登場。武器ワークショップにいる男性。
「ダイヤモンドカジノ強盗」で再登場し、ガンマンとドライバーの双方で雇用が可能。分け前は10%と最高だが、武器の威力も最強クラス。ただし、特殊弾薬の入ったmk2武器のみを使用するため、装填弾数がかなり少ないと言う欠点も持ち合わせる。
ドライバーとして雇っている場合、ガンマンとしては参加できない。

##### ハッカー
ペイジ・ハリス（Paige Harris）
声 - Julie Marcus
デフォルトでハッカーとして雇うことができるレスターの弟子の女性で、超一流のハッカー。どんな事態でも的確に対処できるが、報酬も15%とそれ相応に高い。
GTAオンラインでも「フリーサ強盗」「パシフィック銀行強盗」にて強盗の協力者として登場。強盗に必要な道具の準備や、主人公たちが回収した機材の調整等を行っている。オンラインではアイシャドーと黒い口紅の化粧姿をしているが、オフラインではそれらのメイクがない。
強盗以降長らく出番がなかったが「ナイトクラブ」アップデートで再登場。移動基地「テラーバイト」の購入を勧め、「クライアントジョブ」のサポート役を務める。レスターのような綿密な準備を行い大きなひとつの強盗を働く手法よりも、小規模の強盗を最新の技術で行うことを得意としている。
その後「ダイヤモンドカジノ強盗」で再登場。前述の「テラーバイト」の所有が条件だが、サポートクルーのハッカーの一人として雇うことができる。報酬は9%と2番目に高いが、能力もトップクラス。
クリスチャン・フェルツ（Christian Feltz）
声 - John Mooney
デフォルトでハッカーとして雇うことができる吃音気味の男性。報酬は10%と平均で能力も平均。強盗中はペイジに比べ頼りない発言が多く、マイケルから「10%の働きがそれか？」と嘆かれてしまうが、能力を強化した状態で強盗ミッションに参加させるとマイケルから褒められる場面もある。
こちらも「ダイヤモンドカジノ強盗」で再登場し、ハッカーの一人として雇える。取り分は7%で能力も中程度。
リッキー・ルーケンズ（Rickie Luckens）
声 - Perry Silver
ライフインベーダー社の社員で、マイケルのストーリーミッション「フレンド・リクエスト」から登場する。レスターの命令を受けて変装してきたマイケルを社員と勘違いし、自身のパソコンのウイルス駆除を依頼する形で社内へ侵入させてしまい、結果的に社長のジェイが死亡する原因となる。ミッションクリア後、ジェイの死を喜びマイケルに礼を言うが、自身の担当する部署の仕事が外注に回され収入が減少したため、仕事欲しさにマイケルの連絡先を調べ上げて自ら売り込みを行い、ハッカーとして雇用可能になる。ハッカーの中では一番能力が低く、マイケル達に「素人を雇うんじゃなかった」「雇った俺が馬鹿だった」等と嘆かれていたが、報酬の分け前は4%と強盗メンバーの中では最も安い。また、我慢強く使うと最終的にはペイジ並みの能力になる。ちなみに彼を使わずに強盗ミッションを終えるとその度に電話で泣きを入れてくる。
オンラインでは「ダイヤモンドカジノ強盗」で再登場。分け前は3%と最も安いが、能力もそれ相応に低い。
ヨハン・ブレア
オンライン「ナイトライフ」で登場。ナイトクラブの物品収集をしている。
「ダイヤモンドカジノ強盗」ではハッカーを務める。分け前は5%と安いものの、クリスチャンと同じく中程度の能力がある。

##### ドライバー
エディー・トー（Eddie Toh）
声 - David Shih
デフォルトでドライバーとして雇うことができる中国系の男性。報酬は14%と高く非常に自信過剰な性格だが、レスターからも「頼れる男」と太鼓判を押す程に能力は高い。子供が複数いることが語られる。
GTAオンラインでは強盗ミッション「フリーサ強盗」でレスターが手配した逃走用のドライバーとして登場。プレイヤーが乗った逃走車両を電磁石付きの輸送ヘリ「カーゴボブ」で釣り上げて回収する。
「ダイヤモンドカジノ強盗」で再登場。分け前は9%と2番目に高く、高性能な4人乗りの車両を手配できる優秀な人材だが、どの車両を選択しても強盗遂行時に「カリン・サルタンレトロ」に入れ替わるというバグが存在する。また、分け前が比較的高額であるにもかかわらず、車両の配置場所は安いドライバーよりも遠い傾向にある。
カリム・デンツ（Karim Denz）
声 - Matt Hopkins
デフォルトでドライバーとして雇うことができる男性。報酬は8%と安いほうだが、能力は低く、使用すると多くの場面で足を引っ張られ、フランクリンからブチ切れられる場面も多い。一方で能力を強化した状態でFIB襲撃作戦に参加させると状況に合わせた逃走車両を用意して犯罪者として成長した面を見せ、マイケルに褒められる。浪費家で強盗で稼いだ金を散財しているが、強盗直後に大金を使うなとマイケルに釘を刺される。
オンラインでは「ダイヤモンドカジノ強盗」で再登場。分け前は5%とドライバーの中では最安値だが、用意できる車両はいずれも癖が強く、全て2人乗りであるという欠点も持ち合わせる。ただし、車両の配置場所は全ドライバーの中で最も近い。
タリアナ・マルティネス（Taliana Martinez）
声 - Carolina Ravassa
ランダムイベント「事故の救出」で助けることによって仲間にできる女性ドライバー。命を助けられた恩からか、能力はエディと同等にもかかわらず報酬は5%と非常に安い。質屋強盗を企図するも警察の待ち伏せに遭って失敗し、3人いた仲間も2人は逮捕され、1人は事故死してしまう。自身も重傷を負い、検問を3つ突破しながらも車が横転して窮地に立たされていたところを主人公に救出される（トレバーの場合はカルト教団に引き渡せる）。その後、アジトまで送り届けると仲間になるが、後にストーリーミッション「FIB襲撃作戦」ではマイケルがただでさえ安い報酬を更に値切ろうとしたために「値切る気ならビルに戻って置き去りにする」と脅す。
オンラインでは「ダイヤモンドカジノ強盗」で登場。オンライン主人公には恩が無いこともあり、取り分は7%、能力は中程度となっている。並以上の性能を有する4人乗りの車両を用意できる。
チェスター・マッコイ
ガンマンの項でも登場したクルー。ガンマンとドライバーの双方で雇用可能だが、報酬の分け前はガンマン時と同じく10%と最高額。用意できる車両はいずれもオフロード向けで装甲車も含まれているが、車体の大きさ故に狭いところを通ることができないという欠点が存在する。
ガンマンとして雇っている場合、ドライバーとしては参加できない。
ザック・ネルソン
MCクラブハウスのカスタムショップの整備士を務める男性。
「ダイヤモンドカジノ強盗」でサポートクルーとして再登場。分け前は6%。役職の通り唯一バイクを調達できるドライバーである。彼を雇いバイクを使用する場合、逃走車両は4台必要になる。

### 犯罪組織の人物

#### ファミリーズ
ラマー・デイビス（Lamar "Lanky Dumbass" Davis）
→#フランクリンの関係者
ストレッチ（Harold "Stretch" Joseph）
声 - ハッサン・ジョンソン
本名ハロルド・ジョセフ。ファミリーズの古参メンバー。ラマーとフランクリンとの仲は良好だったが、刑務所から出てきてからはフランクリンから馬鹿にされていることに腹を立てている。裏でバラスと繋がっており、フランクリンとラマーをニセ大麻の取引で騙そうとしたり、バラスを嗾けることでラマーを拉致させてフランクリンもろとも抹殺しようとしたが、悉く失敗に終わる。その後、最終ミッションCルートではバラスとつるんでいたところを襲撃してきたマイケルに殺される。

#### マドラッゾ・カルテル
マーティン・マドラッゾ（Martin Madrazo）
声 - Alfredo Huereca
ロスサントス随一の勢力を誇るヒスパニック系ギャング「マドラッゾ・カルテル」のボス。マイケルがアマンダと関係を持っていたテニスコーチを追跡した先の邸宅（自身の愛人が滞在していた）をマイケルに破壊されたことで彼を脅迫し、邸宅の修理費用を要求してくる。弁済後は自分を裏切った従弟を抹殺させるなど体よくマイケルを利用しようとビジネスパートナーとして申し出るが、その事がトレバーの逆鱗に触れて妻を拉致された上に耳を噛み千切られてしまう。その後、マイケルとトレバーがメリーウェザーから強奪した美術品と引き替えに手打ちにするが、トレバーの凶暴さに恐怖をおぼえ、遠まわしに二度と会いたくないと告げる。
GTAオンラインにもミッションの依頼人として登場しており、難易度や危険度が高いミッションが多い。他にはギャングアタックの紹介も行い、敵対モードやスタントレースの招待も送ってくる。特定のビジネスではマドラッゾ・カルテルのギャングが敵として出現するが、マーティンと敵対関係にはならない。
パトリシア・マドラッゾ（Patricia Madrazo）
声 - Olivia Negron
マーティンの妻。夫からは度々辛く当たられるものの、トレバーの「ミンチにしてトイレに流すかもしれない」という脅しに対し、平然と「正直に言うなんて悪人じゃない」と言うなど気が強い。また、トレバーに誘拐された後はトライアドからは「トレバーがマイケルと過ごすために雇ったメイド」、クリータスからは「トレバーの嫁」と勘違いされていた。後に解放されマーティンの下に戻るが、解放後はトレバーに愛しているといった趣旨のメールや電話をする。
GTAオンラインでは『強盗：カヨ・ペリコ』で登場。マドラッゾ・カルテルに麻薬を供給しているマフィアの一つであったエル・ルビオが、マドラッゾ一族の重要な「秘密」を盗み出し脅迫したため、その「秘密」を奪還すべく息子ミゲル（後述）と共にプレイヤーに接触する。
ハビエル（Javier）
マーティンの部下。マーティンを裏切り、リバティーシティへ逃走しようとするが、マイケルに飛行機を狙撃され、不時着した後にトレバーによって殺される。

#### トライアド
ウェイ・チェン（Wei Cheng）
声 - ジョージ・チェン
トライアドのロスサントス支部の首領。ロスサントス港から中国やアメリカ間の武器や薬物の密輸を行っている。トレバーと麻薬や武器の取引を模索するが、自身の息子タオと粗相をしたためにオニール兄弟との取引を決断する。しかし、兄弟達は取引を奪われたことに怒ったトレバーによってほとんど壊滅状態にされてしまう。以後はトレバーを付け狙ってルーデンドルフの墓地においてトレバーの愛人と看做したマイケルを捕えてトレバーを脅迫したが、見捨てたトレバーに代わって助けに来たフランクリンに監禁場所の精肉工場を襲撃されて配下を悉く殺害される。その後、最終ミッションCルートで復讐を選んだフランクリンによって殺害される。
タオ・チェン（Tao Cheng）
声 - Richard Hsu
中国語表記では陳陶。ウェイの息子。大き目のサングラスをかけている。麻薬に溺れた典型的な金持ちのドラ息子で、英語が話せないために通訳の男性と共に行動している。麻薬でハイになったような状態で通訳の男性と共にトレバーと薬物等の取引の交渉に来たが、工場の見学中にアステカスが襲撃してきたため、避難させる形で通訳と共に製氷機に押し込められ、出された時にはすっかり凍えていたものの、あまり気にしていない様子を見せた。その後、最終ミッションCルートで復讐を選んだフランクリンによって父親と共に殺害されかける。なお、ミッションクリアの条件にタオの殺害は含まれていないため、ウェイ・チェンのみを始末した後速やかに逃走することで生存させることが可能である。
GTAオンラインでは「ダイヤモンドカジノ&リゾートアップデート」にて通訳と共に再登場。トライアドが出資していたダイヤモンドカジノのオーナーを叔父から任せられており、ペントハウスの初訪問時やストーリー序盤ではオフラインと同様ハイになって登場する。しかし中盤からはトレーナーとして雇われたブルーシーの指導とブルシャークの服用により非常に強気で好戦的な性格となり、妨害を仕掛けてきたダガンファミリーに対し強硬な姿勢を見せるようになる。最終的にトライアドがダイヤモンドカジノから手を引くことになったためオーナーの座を失うが、ソーントン・ダガン（ダガンファミリーのボスであるアヴェリー・ダガンの甥）に唆された事や黙って引き下がることを快く思わなかった事から最後にアヴェリーの暗殺をプレイヤー達に依頼する。その後、ソーントンから「ミスター・チェンは西に渡った」と語られる。

#### ロストMC
ジョニー・クレビッツ（Jonathan "Johnny" Klebitz）
声 - スコット・ヒル
『GTAIV』のストーリーDLC『グランド・セフト・オートIV・ザ・ロスト・アンド・ダムド』の主人公で、バイカーギャング「ロストMC」のボス。サンアンドレアスに拠点を移してからは歯が抜け落ちるほどの重度の薬物中毒に陥るなど、見る影もないまでに落ちぶれており、組織の内部ではかつての総長であるビリーを懐かしむ声もある。恋人のアシュリーがトレバーと性行為に及んでいるのを発見して激怒するが、最期は逆上したトレバーに殴り倒された後、そのまま脳が露出するほどに頭を踏みつけられ殺害された。なお、その後逃走を図った幹部メンバーのテレンス・ソープとクレイトン・シモンズもトレバーによって殺害され、アシュリーも後にwebで流れるニュースにて、薬物とセックスの乱痴気騒ぎの末に薬物の過剰摂取で死亡したことが判明する。

#### その他の犯罪組織の人物
D
声 -キース・ランドルフ・スミス
バラスのメンバー。愛車はバイクのバティー801。4万ドルの身代金目当てでラマーやフランクリン、チョップによって拉致されるも、ラマーがGPS付きの携帯で電話してしまうというミスを犯したためすぐに釈放される。その後、"The Long Stretch"にて、ラ・プエルタのリサイクルセンターでラマーやストレッチらと取引をしようと見せかけて嵌めたが、直後にストレッチに頭を撃ち抜かれて死亡する。
エルウッド・オニール（Elwood O'Neil）
声 - Matt Carlson
グレイプシード方面で活動しているギャングで、オニール兄弟の長男。たくさんの弟たちとともに、プアホワイト達の中で麻薬取引に関わっている。トライアドと取引をしようとしていたという理由だけでトレバーに自宅兼薬物製造所を破壊されて兄弟と手下のほとんどを殺害される。その後、トレバーに復讐を果たす旨の電話をし、フロイドのアパートを襲撃するもマイケルやフランクリン、チョップの協力を受けたトレバーによって呆気無く返り討ちにされる。
オルテガ（Ortega）
バリオス・ロス・アステカスのリーダーであり、アラモ海一帯の元締。トレーラーにいた所をトレバーによって川に突き落とされ、選択次第でトレバーに殺される。見逃した場合は手下と共にトレバーに襲撃するが、返り討ちにされる。

### 政府関連の人物

#### FIB
デイブ・ノートン（David "Dave" Norton）
声 - Julian Gamble
本名デイヴィッド・ノートン。FIBのエージェントで、マイケルの友人。マイケルの死の偽装を施した張本人でもある。レスターが調べた経歴では離婚歴があり、元々はうだつの上がらない二流捜査官だったようである。FIB内で窓際として燻っていた最中、2004年の銀行強盗でトレバーらを裏切ったマイケルと出世のために取引し、「強盗犯マイケルの射殺」という大手柄を立て捜査官として大きな出世を果たした一方で、そのマイケルを殺したように偽装して生かす。その後はトレバーにブラッドだと偽って手紙やメールを送るように取り計らったり、トレバーの目がマイケルに向かないようにしていた。しかしマイケルの一件以降は大きな実績を中々上げることができず、キャリア組の若い捜査官が上に就くようになっていたところでマイケルが強盗を再開してしまう。これがきっかけで上司のヘインズに先の証人保護プログラムと出世の秘密に気付かれ、主人公三人共々仕事をさせられる。その後、最終ミッションCルートで抹殺対象に上がるもマイケルが後始末をさせるために抹殺対象から外したことで生き延びる。その後はスティーブが殺害されたことで、彼の地位と「楽園の下半身」のホストの座を手に入れる。
スティーブ・ヘインズ（Steven "Steve" Hains）
声 -ロバート・ボーグ
本名スティーブン・ヘインズ。デイブと同じくFIBのエージェント。独身で母親との二人暮らし。ファッションセンスが悪く、「楽園の下半身」という自分のテレビ番組を持っておりFIBロスサントス支部の広告塔として広く知られているが、FIB内部では「ウソつきの裏切り者で人殺しや泥棒と変わらない」と言われるほど人望が薄い。デビン・ウェストンとは親友だが、デビンからは「俺のショッピングモールで雇うにも値しない」と馬鹿にされている。予算や利権を巡って後述のIAAと対立しており、更には出世を狙ってデイブが行った証人保護プログラムを楯に主人公三人を利用し、マイケルが死亡するような仕事を押し付けてくるが、ことごとく仕事を成功させるマイケル達に業を煮やしFIB本部を襲撃させることで始末しようとする。しかしそれすらマイケル達によって成功されてしまい、FIBにも襲撃事件の首謀者であると疑われる一方でIAAにも全てを見抜かれてしまう。そこでコルツセンターでデイブと会っていたマイケルを逮捕して口封じしようとしたところ、IAAやメリーウェザーに部下のサンチェスの裏切りによってFIBの部隊まで乗り込んできて銃撃戦となり、左足を撃たれるもののサンチェスを射殺し現場から逃げ出す。しかしその戦闘でFIB、IAA、メリーウェザーの部隊が全て壊滅したことや部下のサンチェスに全ての責任を擦り付けることで辛うじて助かるものの、銃撃戦の一件に関わったことや部下のサンチェスの不祥事の責任から、年金無しの解雇寸前にまで追い詰められるなど後が無くなってしまう。その後デイブの説得によりマイケルの殺害に関しては諦めるものの、トレバーを危険視してフランクリンに彼の殺害を依頼する。その後、最終ミッションCルートで番組撮影のためにデル・ペロピアの観覧車に搭乗中、トレバーに殺害される。
アンドレアス・サンチェス（Andreas Sanchez）
声 - Abdel Gonzarez
スティーブの部下で、「デイブとマイケルの非公式の証人保護プログラムの内情」について知る人間の一人である。デイブやスティーブらと行動を共にするが、実はFIB本部と通じてスティーブやデイブらを裏切っていたことが発覚し、最期はスティーブに射殺される。

#### IAA
U.L.ペーパー（U.L.Paper）
声 - Milton James
前作にも登場したIAAのエージェントで、カレンやエージェント14の上司。ユナイテッド・リバティー・製紙会社（United Liberty Paper）のビルにオフィスを構えている事から「U.L.ペーパー」を名乗る。冷戦時代から現役で活動している大ベテラン。
FIBによるIAAに対する妨害工作阻止の為に活動しており、マイケルらFIBのヒューメイン研究所襲撃において彼らを逮捕するために駆けつけるも二重スパイのふりをして残ったスティーブ以外には逃げられる。その後、ミッション「愛国者の哀歌」において非公式証人保護プログラムの面々を逮捕する為にコルツ・センターに駆けつけるが、非公式証人保護プログラムの面々やFIB本部、IAAやメリーウェザーが入り乱れる銃撃戦となる。なお、ミッションクリアの条件にU.L.ペーパーの殺害は含まれておらず、プレイヤーの行動次第では生き延びる。
GTAオンラインでは「強盗：ドゥームズ・デイ」で登場。他のエージェントからは「エージェントULP」と呼ばれている。ロシア人エージェントによる工作活動に対し独自の考えでクリフォードの調査を行っていたボグダンに接触した際にプレイヤーによって救出される。第三幕ではエイボンに幽閉されていたが隙をついてヘリを奪い脱出、チェルノボグを駆るプレイヤー達と合流してエイボンの航空戦力に損害を与えつつ逃げ延びることに成功する。
「ペーパートレイル作戦」にも登場し、プレイヤーに仕事を依頼する。ミッションの中で「バーナード」と呼ばれ動揺していることから、これが本名である模様。

### 実業家とその関係者
デビン・ウェストン（Devin "Devo" Weston）
声 - Jonathan Walker
大金持ちの実業家である51歳の男性。本作における事実上の最終的な敵であり、ホテル事業やアルコール製造業の経営から不動産売買に至るまで幅広く手掛ける一方、メリーウェザー・セキュリティ社の株を多数所有することで私設軍隊のように扱っている。親友であるヘインズを経由して主人公達と知り合い、中国の政府高官に売りさばくために5台のレアな高級車を強奪するなど様々な汚れ仕事を与えるが、理由を付けては報酬を出し渋るなどのケチで卑怯な性格が目に見えており、それが災いして主人公三人と対立する。その後、ソロモンの映画を公開中止にさせなかったことや弁護士のモリーが死亡するきっかけを作ったマイケルを恨み、報復としてマイケルの家族の皆殺しを図るも失敗に終わる。最終的にはフランクリンにマイケルの殺害を命令するも、最終ミッションCルートで私邸にいたところをトレバーに拉致され、最期は自身の車のトランクに押し込められて一通り罵られたあと、車ごと崖から落とされて爆死する。経営者や投資家として幅広い人脈を持っていたものの、その性格のせいで友人は皆無に等しく、メリーウェザー代表のドン・パーシヴァルを含め殆どの人間が彼の死を喜んでいた。
モリー・シュルツ（Molly Schultz）
デビンと行動する弁護士の女性。デビンの元で保険証券の内容を調べている。また、デビンに代わってマイケル達に指示を送ったり、依頼内容の説明等の役割も担っている。気の強い性格でトレバーから気に入られるが、フランクリンからは付き合う程の根性はないと評される。終盤ではソロモンの映画『メルトダウン』公開中止の保険金を狙うデビンの指示で撮影フィルムを持ち去り、空港へ向かうが、激怒したマイケルに追われてしまう。その後、取り乱しながら飛行機にたどり着くが、アイドリング中のジェットエンジンに近づきすぎたためエンジン内に吸い込まれ、肉片にまで切り刻まれて死亡した。
なお、フィルムはマイケルに回収されたが、ミッション完了時のソロモンとの電話にて、フィルムはデジタル化に加えバックアップもされていたため、モリーが奪ったフィルム実物は重要品ではなかったことが明かされる。つまり無駄死にであった。
ジェイ・ノリス（Joy Norris）
「ライフインベーダー」のCEO。ライフインベーターの創設者でアメリカの救世主と言われているが、実態は未成年者の工場労働、個人情報の売買、友人のアイディアを盗んで私物化するなど経営者としてあるまじき行為をしている。また、その事を悪びれもせず「革命」と称したり、社員であったリッキーからは「奴は自分が神だと思っていた」と評されるなど、非常に傲慢な性格である。レスターは「腐れペテン師」「大ボラ吹き」「詐欺野郎」「インチキ救世主」と嫌っており、試作品の公演中にレスターの命を受けたマイケルによって、試作品のスマートフォンに偽装した爆弾で頭を吹き飛ばされて死亡する。
ソロモン・リチャーズ（Solomon Richards）
声 - Joel Rooks
バインウッド映画界の著名な映画プロデューサーで、マイケルは彼の映画の大ファンである。デビンの紹介でマイケルと接触し、多くの問題を解決して貰ったことでマイケルを信頼するようになりプロデューサー補佐としてスタジオに雇い入れ、彼の協力で最新作の『メルトダウン』を制作し、マイケルの名前を映画のクレジットに入れるという形で応えた。その後、最終ミッションCルートでは全てを終わらせたマイケルをプロデューサーとして再び受け入れる。
シミオン・イエタリアン（Simeon Yetarian）
声 - Demosthenes Chrysan
自動車ディーラー「プレミアム・デラックス・モータースポーツ」を営んでいるアルメニア人のビジネスマン。車を市場価値以上の価格で若年者に売りつけてローンが滞った時点で自動車を奪い取るという詐欺まがいの手法を行っている。フランクリンとラマーの上司で二人を利用して儲けていたが、息子が被害に遭ったことで激怒したマイケルに店を半壊させられてしまう。「差別には厳しい」と言うが、実際は根っからの差別主義者である。後にランダムイベントで部下をけしかけてマイケルを殺害しようとすることがあり、その際にプレイヤーの選択によっては死亡する。
GTAオンラインにもミッションの依頼人として登場。本編と同様、主に自動車の回収や窃盗のミッションを依頼するが、中には健全な商売をしている他のディーラーを妨害するという依頼もある。また、ゲーム開始後のチュートリアルでロスサントス・カスタムについての解説も担当しており、初回のカスタム代や保険代を肩代わりしてくれる。フリーセッションでは指定の車の調達を依頼することがあり、要求された車を港の倉庫まで持っていくと通常の売値の1.5倍で引き取ってくれる。
ジョシュ・バーンスタイン（Josh Bernstein）
→#不審者と変質者

### 不審者と変質者
メアリー＝アン・クイン（Mary-Ann Quinn）
声 - Dawn McGee
39歳の独身女性。怒りっぽい性格で度々ヒステリーを起こす。体を鍛えるのが生きがいであり、マイケルとはランニングで、トレバーとはマウンテンバイクで、フランクリンとはトライアスロンで勝負する。
アビゲイル・マザース（Abigail Mathers）
声 - en:Beth Chamberlin
不審者と変質者ミッションに登場する女性。夫のフランクを海難事故で亡くしているが、遺体が見つかっていないためマイケルに警察の捜査に手落ちが無かったか調べるために潜水艦の破片を見つけさせる。その後、全て見つけた後は自身の犯行が暴かれることを恐れ、10ドルという少ない報酬を渡し急いでその場を去ろうとするが、その際のプレイヤーの選択によっては死亡する。
ナイジェルとソーンヒル夫人（Nigel & Mrs.Thornhill）
声 - リチャード・イーストン(ナイジェル)、Patricia Kilgarriff(ソーンヒル夫人)
インターネットで知り合ったイギリス人の熟年浮気カップル。トレバーにすら「イカれてる」と言われるほどの人物であり、ナイジェルは「クレイジー伯爵」、ソーンヒル夫人は「ユルネージ婦人」と称される。バインウッドに芸能人グッズを買い漁るために旅行に来ており、州知事選に立候補している政治家と勘違いしたトレバーに、 ロックバンド「ラブフィスト」のベーシスト・ウィリー（声 - クレイグ・コナー）の金歯等、珍妙な芸能人グッズの入手を何度も依頼をするが、次第にその内容はエスカレートしていく。
クリータス・ユーイング（Cletus Ewing）
声 - Ian Scott McGregor
トレバーの友人。森林管理局に勤務している退役軍人で、首にドッグタグをつけている。ハンティングと称して悪戯を楽しんでおり、トレバーにスナイパーライフルでパラボラアンテナを破壊させたり、走行中の自動車のタイヤをパンクさせたりする。その後、本当のハンティングを教えるとしてエルクやクーガーの密猟の仕事を斡旋する。
モード・エクルズ（Maude Eccles）
声 - Jodie Lynne McClintock
バウンティハンターを営む女性。保釈期間中に逃亡し、保釈金返還と手数料回収の目途が立たない犯罪者の捜索及び身柄の拘束をトレバーに依頼する。以前はチアリーダーをしていたと本人が語っている。すべての逃亡犯を確保後、夫とスキップという犬を飼うといい引退した。GTAオンラインにて再登場、2018年に復帰しオンライン主人公に賞金稼ぎミッションを与える。2024年夏にボトムダラーバウンティを設立。娘のジェネットをアシスタントとしている。
ジョシュ・バーンスタイン（Josh Bernstein）
声 - ジョセフ・アダムス
不動産流通業を営む男性。元友人であるパートナーのレニーに裏切られて貧乏暮らしをしているところにトレバーと出会い、レニーの業務を妨害するように依頼する。その後、警察に犯行を嗅ぎつけられるとトレバーに責任を押し付けて逃げようとするが、最後はトレバーによって殺される。
ジョー（Joe）
声 - ジェイ・ポッター
森林警備隊の一員で、相棒のジョセフと共に休暇を利用して「国境自警団」なる組織を率いている。彼らは不法移民の摘発に貢献しているとニュースでは報道されているが、実際にはアメリカの市民権を有するラテン系の人々に何かにつけて言いがかりを吹っ掛けて拉致しているに過ぎない。最期はジョセフともどもトレバーに殺害される。
ジョセフ（Josef）
声 - Sergey Nagorny
ジョーと共に行動する男性。英語をほとんど話すことが出来ずにロシア語で会話するが、ジョーとは意思疎通できているのかは不明である。また、アメリカに対して愛国心があるようではあるが、唐突に女王陛下のためになどと発言するなどのアメリカとイギリスを混同しているような言動を取る。ジョーと共に嫌がらせのために違法入国者や不法滞在者を取り締まっていたところ、二人に逮捕されたマヌエルにたきつけられたトレバーによってジョーと共に殺害される。
ハオ（Hao）
声 - ロブ・ヤン
フランクリンとラマーの知人であるストリートレーサーで、普段はロスサントス・カスタムに勤務している。
ビバリー・フェルトン（Beverly Felton）
声 -ジェフリー・カンター
パパラッチの男性。フランクリンに仕事を手伝わせ、アイドルのポピー・ミッチェルのセックステープをスクープする等して名声を得る。その後もいくつかフランクリンに危険な仕事を依頼し、リアリティー番組に出るまでになるが、仕事の報酬を払わずフランクリンに暴言を吐くなど横柄な態度をとる。その後、プレイヤーの選択によってはフランクリンに殺害される。
オメガ（Omega）
声 -Alex Bilu
宇宙人との交信を試みる男性。プレイヤーに墜落したUFOの50にも及ぶパーツを集めさせ、そのお礼として改造バギーをプレゼントする。
ドム・ビーズリー（Dominic "Dom" Beasley）
声 -Tony von Halle
本名ドミニク・ビーズリー。エクストリームスポーツ好きの男性。フランクリンと様々な所で出会い、スカイダイビングなどに挑戦していたが、最後は恐怖に慣れて興奮を得られなくなったことで挑んだ命綱無しのバンジージャンプに失敗して死亡する。
GTAオンラインにも登場しており、プレイヤーにパラシューティングを紹介する。
バリー（Barry）
声 -Tuck Milligan
マリファナの合法化運動を展開している男性。マイケルとトレバーに強烈な幻覚を見せるほどのマリファナを自分で育てたと言うが、フランクリンは普段からキツい麻薬を愛好しているために効かず、代わりに運搬を頼むようになる。その後、マリファナ合法化の為に市庁舎前でデモ行進を画策するも、薬物中毒者達を統率できるはずもなく失敗に終わる。
 ???
ゲームの達成度を100%にすると登場する、ビッグフットのような未確認動物。その正体は「架空生物の仮装をして森を走り回る事で興奮する」変人。

#### イプシロン・プログラム
マーニー・アレン（Marnie Allen）
声 -Reyna de Courcy
カルト教団「イプシロン・プログラム」の信者。前作にも登場しており、本作においても不審者と変質者ミッションに登場する。マイケルを教団に勧誘し、「真のテーゼに至るため」と称して教団への寄付、指定した物品の探索や納品を要求してくる。教団関係のミッション終了後も、メッセージ入りのカプセルを探す依頼のメールを寄越してくる。
クリス・フォルマージュ（Cris Formage）
声 -フレッド・メラメッド
カルト教団「イプシロン・プログラム」の教祖。元々は売れない演劇俳優だったが、著者「イプシロニズムの道を求めて」が大ヒットしたことで、イプシロン・プログラムを設立した。イプシロンの教えを世界中に広めることで、莫大な寄付金とコネを得ている。この世界は157年前に生まれた、精子は存在しない、男性は一週間に9人の女性と交わるべき等という怪しげな教えを説いている。プレイヤーの選択肢によってはマイケルに210万ドルもの大金を持ち逃げされてしまい、後に電話でマイケルに対して中傷と非難の言葉を浴びせるが、「悟りを開けなかった分の返金だと思え」とあしらわれてしまう。
GTAオンラインでも登場し、その時には本当の姿は人間ではなく高等な存在である事が判明する他、死亡したオンラインプレイヤーを蘇生させる等、「イプシロン・プログラム」もただのカルト教団ではないことが分かる。またクリスの力は人々の監視に使うと話していて、GTAオンラインのプレイヤーにもその力である「パッシブモード」を分け与えてくれる。

### その他登場人物
ブラッド・スナイダー（Bradley "Brad" Snider）
声 -Ryan Woodle
本名ブラッドリー・スナイダー。マイケルとトレバーのかつての仲間で、トレバーとは兄弟分のような関係にある。かなり残虐で悪辣な性格だが、頭は悪く犯罪者としては優秀ではなかったらしく、マイケルやトレバー、さらにはレスターからの評価も低い。2004年にマイケルやトレバーと共に銀行強盗を行うが、不運にもトレバーの射線上に立っていたことが仇となり、最後はマイケルと裏取引を行っていたデイブに誤って射殺される。その後、彼の遺体はデイブの偽装によって"マイケル・タウンリーの遺体"として埋葬されるが、これが後にマイケルとトレバーとの関係悪化の遠因となってしまう。なお最終的にCルートクリアの後、トレバーはフランクリンに「ブラッドはクズだった」と語っている。
ラズロウ・ジョーンズ（Lazlow Jones）
声 -本人
『GTAIII』からラジオ等で声のみ登場しているGTAシリーズの常連キャラで、テレビ番組「フェイム・オア・シェイム」の司会を務めるテレビタレント。本作で初めて姿を見せた。トレイシーが番組に出演した際に一緒に踊ったためにマイケルとトレバーの怒りを買い、番組の撮影会場に乗り込まれトラックで追い掛け回された挙句に下着姿で踊っている動画まで撮影される。その後、番組出演をちらつかせ、懲りもせずトレイシーと肉体関係を持とうとしたために再びマイケルの怒りを買い、髪を切られピアスをされた上で陰茎（日本語コンソール版ではロケット）を模した刺青までされてしまう。その後はミッション「レッド・カーペット」でレポーターとして『メルトダウン』の上映会にインタビューに来ており、自分の映画の上映会という事で上機嫌だったマイケルが友好的に声をかけるが、恐れて立ち去ってしまう。ミッション終了後にラジオ局に行くことで殺害が可能な人物である。
GTAオンラインでは「ナイトライフ」で登場。ゲイ・トニーの友人として登場し、自らクラブのDJを勤めようとするが彼に断られ、代わりに出張DJのイングリッシュ・デイブを呼ぶよう頼まれた。また、ゲイ・トニーに対して「その名前はもう使わないほうがいい、差別用語だ。ネットで炎上する。」と指摘した。トニーからの扱いは若干酷いが、ソロモンが到着した直後にはMCとして彼を紹介している。クラブ運営では自身の人脈を利用したVIPの手配を主に行い、プレイヤーに送迎を依頼する。本編とは違い革ジャン姿で、発光する靴を履いており、後ろ髪は既に切られた状態になっている。
ファビアン・ラルーシュ（Fabien LaRouche）
声 -Michael Giese
アマンダのヨガインストラクターで、「和」と書かれた黒いタンクトップを着ている。フランス系のためか、マイケルを呼ぶ時はミカエルに近い発音をしている。マイケルにアマンダと三人でヨガをやろうと誘うが、アマンダと性行為を意識したような露骨なヨガのポーズを行ったためにマイケルの怒りを買う。その後、離散したデサンタ一家が再会する際にはアマンダとカフェにいたが、彼女やマイケルに対して横柄な態度を取ったために激怒したマイケルの鉄拳を食らう。
アイザイア・フリードランダー（Isiah "Pube Head" Friedlander）
声 -Bryan Scott Johnson
マイケルが通うクリニックの精神科医。マイケルの愚痴を真摯に受け止めており、その度にマイケルに的確なアドバイスをしている。常識的な人間の印象だが、電話でセラピーを受けると何かと理由をつけて毎回請求金額を上げ、ストーリー後半では2人分（マイケルとアマンダ）の金額は2倍ではなく2乗請求した(ただし、二乗して4000ドルとなっており、一人当たりの金額が無理数になってしまう)。さらに、マイケルとのセラピーの内容を綴った本を出版しており、ミッション「放棄」ではその内容を元にテレビ出演することが決まるが、その事をマイケルに報告したことでバレてしまい、結局は彼の怒りを買う。その後、プレイヤーの選択次第では殺害される。
エンディングの最後でプレイヤーに関する評価を書いている。ただしどのようにプレイしても悪評しかない。
オンラインでも「LSドラッグウォーズ」で再登場し、薬物を使用したビジネスを計画していたが、主人公によって阻止され、逃亡する。医師(M.D.)ではなく博士(Ph.D.)であり、薬の処方が認められていないことも判明した。
デブラ（Debra）
声 - クレア・バーン
ウェイドの従兄弟であるフロイドの恋人。トレバーがロスサントスに向かった後は一時期彼女のアパートを拠点にしていた。フロイドとの関係は冷えきっており、ボブという別の男性と付き合っている。フロイドにとっては頭が上がらない存在だが、ウェイドからは何も魅力のない女と称される。ミッション「愛の沸点」では帰宅後のトレバーと遭遇。自宅を荒らしたトレバーと、そんな彼を招き入れたフロイドに激怒し、彼らに銃を向ける。フロイドもまた錯乱の末にナイフを突きつけ一触即発となったのち画面が暗転。その後の描写から殺害されたことが示唆される（トレバーとフロイド、どちらに殺されたかは不明だが、ミッションの直後のラジオニュースで「アパートの一室で男性の射殺体と女性の刺殺体が発見される」と放送されるため、フロイドを射殺したあと、トレバーに刺殺されたと思われる）。
チャド・マリガン（Chad Mulligan）
ロスサントスに住む音楽プロデューサーで高級車であるZタイプの持ち主。泥沼の離婚調停中であり、スピード違反の前科持ち。Zタイプをハウィックに隠していたがデビンの命令を受けたトレバーとフランクリンによって目の前で持ち去られてしまう。プレイヤーの行動次第でフランクリンに殺されるが、彼に何もしなかった場合は警察に通報される。
ロッコ・ペロシ（Rocco Pelosi）
『グランド・セフト・オート・ザ・バラッド・オブ・ゲイ・トニー』の登場人物。叔父をルイスに殺害されたことでリバティーシティから離れ、サンアンドレアスでは芸能マネージャーとして活動しており、ソロモンの映画『メルトダウン』のギャラに不満を抱いていたミルトンや撮影のやる気が起きないアントンと契約を結ぼうとしていたが、二人を連れ戻しにやってきたマイケルに殴り倒されて二人を奪還される。その後、ソロモンに暴行を加えていたところをマイケルに発見されてしまい、そのまま逃走を図るも殺害される。
ミルトン・マキロイ（Milton Mcllroy）
映画『メルトダウン』の準主役として出演する俳優。安いギャラに不満を抱きマネージャーであるロッコの指示で撮影を放棄していたが、連れ戻しにやって来たマイケルに説得され、スタジオに戻ってソロモンに謝罪する。アーティストとして相当のプライドがあったようで連れ戻される途中にマイケルから才能がないと言われた際はショックが隠せなかった。
アントン・ボードレール（Anton Beaudelaire）
映画『メルトダウン』の監督。撮影のやる気が起きず、ミルトンと共にロッコの元にいたが、マイケルに説得され、ミルトンと共にスタジオに戻る。

### GTAオンラインの登場人物
オフラインから登場している人物は省略。

#### ミッション依頼人
ジェロ（Gerald）
声 - Douglas Powell Ward
ファミリーズの幹部である大男で、ラマーとは対照的に寡黙で冷静な性格をしている。GTAオンラインでミッション"Learning The Ropes"の依頼人として登場する。ラマーの紹介で主人公と出会い、様々なミッションを依頼する。
ラマーミッションではラマーのミスにより警察に拘束され、ロスサントス国際空港から州外へ移送されそうになっていたがプレイヤー達に救出される。その際「何で有能なお前らがあんなバカの企みに付き合っているんだ」と怒りを露わにしている。その後ラマーからプレイヤー達に盗ませたローライダーを贈られるが、何も言わず立ち去る。

#### 強盗関連の人物
エージェント14（Agent 14）
声 - Ryan Farrell
GTAオンラインの強盗ミッション「脱獄大作戦」「ヒューメイン研究所襲撃」、及び銃器密造ミッション、強盗：ドゥームズ・デイに登場する人物で、IAAのエージェント。本名や素性は不明。レスターを経由してプレイヤーに強盗の依頼を持ち込むようになる。
強盗ミッションでは「脱獄大作戦」「ヒューメイン研究所襲撃」を担当する。計画を立てるだけで自らは一切関与しない、盗んだ戦闘機等は売って準備費用の足しにする、実際の強盗時には街で軽犯罪をしてアリバイを作る等、有能なことが示唆されていた。
「エージェント14」というコードネームは、DLC「銃器密造アップデート」にて初めて明かされた。地下基地の管理、機動作戦の指揮や手配等を行っている。ブレイン郡各地に地下基地を作りセキュリサーブを経由して売り出している。企業を相手にするセキュリサーブやヤクの売人を相手にするモーターサイクルクラブと違い「国」を相手にしているらしく「武器を世界中の合衆国公認の連中に売り、お国に奉公してやれ」と語っている。
「強盗：ドゥームズ・デイ」でも協力者として登場しているが、第一幕フィナーレではメリーウェザーに基地を占拠されたところを救出され、第二幕フィナーレでは騒動の責任を主人公やレスター達に押し付けようとし、第三幕では、SNSの投稿が原因でメリーウェザーに身代金目的の誘拐されプレイヤー達に救出されるなど、かつての強盗ミッションのような知能的で優秀なエージェントとしては活躍しない。また、プレイヤー達とは面識があったが第一幕フィナーレで出会った際は赤の他人扱いして呼び捨てている(プレイヤーの行動次第では実際にほとんど面識はないため、間違いともいえない)が、第三幕終盤では掌を返して「知り合い」と呼びそのことをラックマンに指摘されたり、手柄を横取りしようとしている。エイボンとは親しくはないが友人関係で、IAAとしてはエイボンを必要としなかったが基地を取り返して貰ったこともあり彼の助けが必要だとラックマンに促した。それが災いとなり今回の騒動を悪化させるある意味の元凶であるが、彼自身も保護されているらしく、第三幕フィナーレクリア後のムービーで責任を負わされたがクビにはならなかった。
なお『GTAV』本編の時系列は2013年で、オンラインはその3ヶ月前という設定とされていたが、機動作戦センターから実行できるミッション「スパイ狩り」にて「2017年だというのに 信じられん」と発言している。
マキシム・ラシュコフスキー（Maxim Rashkovsky）
声 - William Popp
GTAオンラインの強盗ミッション「脱獄大作戦」に登場したロシア人の遺伝学者で、元陸軍の兵器研究開発の責任者。優秀な頭脳を有しており、博士号を三つ程も保有している。退役後はディマ・ポポフと共に製薬会社を保有していたが、反社会的かつ自己愛が強い故に国家反逆罪（スパイ行為）で収監されているところをエージェント14の手引き（脱獄や国外逃亡及び韓国人窃盗団に奪われたクラシックカーの奪還と引き換えに報酬を支払う事）によってプレイヤー達の手で脱獄に成功し、国外へ逃亡する。
強盗ミッション配信当初は刑務所内のラシュコフスキーは全身血だらけで撃たれた跡が一つあったが、現在は傷や血は削除されている。
アヴィ・シュワルツマン（Avi Schwartzman）
GTAオンラインの強盗ミッション「パシフィック銀行・信号」で登場する男性で、レスターからは「信号のエキスパート」と呼ばれる。レスターが埋めた死体の在り処を知るなど、かつてはレスターに協力していた様子がうかがえる。被害妄想気味で、神経質な性格であるために警察に追われていることを知り、パレト・ベイ沖の離れ小島へ数年前から隠遁していた。レスター曰く「ゴミを漁り木に話しかけ、リスと遊ぶレベルの隠匿」らしい。応答装置の周波数を染料パックに合わせて調整できる人物としてレスターの依頼を渋々引き受けるが、電話が盗聴されていたために警察に囲まれて窮地に陥っていたところをプレイヤー達に助けられてペイジの下へ連れて行かれ、強盗に協力することになる。
その後「ダイヤモンドカジノ強盗」アップデートにて再登場。政府がロスサントス各地に設置した信号ジャマーの破壊をプレイヤーに依頼し、50個全ての信号ジャマーを破壊するとカジノ強盗時にハッカーとして使用可能になる。解禁条件が厳しい隠しキャラだけあり、ハッカーとしての能力はペイジをも上回る最高レベルだが、分け前も相応に高く10%となっている。

#### 強盗「ドゥームズ・デイ」関連の人物
エイボン・ハーツ（Avon Hertz）
38歳の独身男。22歳の頃に立ち上げた企業が10億ドルの成功を収め、テクノロジー業界の億万長者となった。彼の作った超高性能AI「クリフォード」は会話が可能であり、大量のデータを解析する際には意思を持っているかのように愚痴をこぼすことがある。
強盗:ドゥームズ・デイにおける黒幕であり、テロの危険性をIAAやレスターに嘯いた上でレスターらを利用しIAAに恩を売りつつ、ロシアのエージェント・ボグダンの潜水艦にあるシステムを経由させる事で、政府の防衛システムを掌握。世界を戦禍に巻き込み支配するという算段であった。計画通り政府の防衛システムを掌握するとレスターを裏切り、秘密裏に用意していたクローン兵士を用いた私設軍隊で活動を開始する。
しかし、復讐に燃えるレスターと主人公たちによって新型兵器の調達計画をことごとく潰され、人質にしていたエージェント14とULPも奪還されてしまう。切羽詰まってチリアド山に隠されていた核ミサイル発射基地を占拠、核ミサイル攻撃による世界の終焉をもたらそうと企むも、主人公たちに防御用の地対空ミサイルを破壊された上に基地に乗り込まれる。
先の新型兵器調達を妨害されたためか、一転して話し合いによる解決を目論むも、クリフォードが暴走して核ミサイルの発射カウントダウンを起動させたために頓挫。主人公らの活躍により核ミサイルの発射は阻止され、クリフォードも基地内のサテライトキャノンで各地のクラウドサーバーを破壊され消滅した。自身はクリフォードのソースコードを持ってジェットパックで単身逃走を図るも、同じくジェットパックを用いた主人公たちのミサイル攻撃を受け、そのまま爆死した。
なお、後の「ダイヤモンドカジノ強盗」の隠密ルートの調達ミッションで、私設軍の残党が登場する。
クリフォード（Cliffford）
エイボンが制作した超高性能AIで、エイボンの事を「父さん」と呼ぶ。モニター上では虹色の光るリングで、喋るとリングが波打つように動く。単語や文節を合わせて会話をするSiriや会話ロボットとは異なり、完全に人間が話しているかのような口調で会話する。
製作者であるエイボンの影響を色濃く受けており、他を見下すような発言をしばしば口にするナルシスト的な性格をしている。計画が進むにつれて「父」であるエイボンの意思すら無視し、人類自体を不要な存在とみなして排除しようとするも、第三幕フィナーレではレスターの挑発に乗って封鎖を解き、サーバー室へプレイヤー達を侵入させてしまった。
進退窮まったクリフォードは、話し合いによる解決を目論んだエイボンを無視して核ミサイルの発射を強行しようとするも、もう少しの所でプレイヤーに阻止される。その後、サーバーを破壊されるにつれて弱気になっていき、最期は「消えたくありません。泣いてくれますか？私のために…」と言い残し、エイボンの慟哭と共に消滅した。
エイボンの遺体からはクリフォードのソースコードが入ったハードディスクが見つかっておらず、レスターは消息不明だと結論づけ、コールセンターのAIかスケボーのGPSにでも使えると発言している。
「ダイヤモンドカジノ強盗」では直接は登場しないが、あるルートではレスターが「初歩的なAIなら育てたことがある。ロシア語で俺を罵って世界を滅ぼすとか言ってたな」と語っている。
「ペーパートレイル作戦」ではクリフォードのデータが登場。ミサイル発射基地に残されていたデータの残骸をもとに復元され、FIBとダガンファミリーで取引されていた。主人公らは取引を阻止した後、再び発射基地に向かいデータの完全消去を行う。
ボグダン（Bogdan）
第二幕で登場するロシアのエージェントで、ロスサントス各地でクリフォードの調査を行っていた。ボグダンはコードネームではなく本名。
パレト・ベイの沿岸に停泊していた潜水艦を主人公たちに襲撃され、事情を説明している最中、本性を現したクリフォードによって潜水艦を爆破されそうになり、主人公たちに脱出を促す。自身は脱出用ポッドで脱出しており、後にレスターの協力者として情報を提供する。
部下を大勢殺害された挙句、潜水艦を爆破されたためにロシア本国からは反逆者扱いされ、アメリカからは戦争犯罪で逮捕されそうになるが、ラックマンらの協力で事なきを得る。その後、第三幕フィナーレ後のレスターの会話でロシアへ帰国した旨が明かされた。
英語はあまり得意ではないようで、「エイボン・ハーツ」を「エイボン・クォーツ」と間違って読んでおり、「ケツが八方塞がり」と間違った慣用句を喋ることもある。

#### バイカービジネス関連の登場人物
ロング・ジョン（Long John Teabag / LJT）
モーターサイクルクラブ（MC）の製造拠点を購入した際に電話をかけてくる正体不明の人物。原材料の補充や製品の売却を行う際も電話での指示で手助けし、製造拠点がギャングや警察の襲撃を受けた際も連絡を入れてくる。プレイヤーとのやり取りは全て電話で行うために姿は見せず、そのために「ロング・ジョン」という名前が本名かどうかも明かされない。

#### ナイトクラブ関連の人物
トニー・プリンス（Anthony "Tony" Prince）
前作『グランド・セフト・オート・ザ・バラッド・オブ・ゲイ・トニー（GTA:TBoGT）』に登場した人物で、「GTAオンライン:ナイトライフ」で登場。ロスサントスへの進出に伴い、実業家として活躍する主人公に目をつけてナイトクラブの購入を勧め、購入後は主人公のクラブの運営を手助けする。『TBoGT』のあと、フランチャイズ事業に失敗するなど苦労しており、復活することを宣言していた。宣伝ミッションの依頼に加え、違法ビジネスである物品売却時もサポートを行い、物品売却成功時の資金洗浄も担当している（その際マネーロンダリングの手数料及びナイトクラブ維持費として、売上の10%を差し引かれる）。

#### ダイヤモンドカジノ関連の人物
ミス・ベイカー（Agatha Baker）
「ダイヤモンドカジノ＆リゾート」の女性支配人。トラブル等の不祥事が絶えないカジノ運営に苦悩しており、電話をかけてきたプレイヤーに「裏仕事」と称して様々な依頼を行う。犯罪とは無縁の民間人だが、強い度胸と優秀な頭脳を持ち合わせており、カジノ乗っ取りを企むダガンとの会合では一歩も引かない姿勢を見せた。
トム・コナーズ（Tom Conners）
「ダイヤモンドカジノ&リゾート」のゲストサービス責任者。トークは軽妙で愛想の良い人物。空気を読まずにやたらとシャンパンを推してくるというコミカルな一面も見せる。
ヴィンセント・エッフェンバーガー（Vincent Effenburger）
「ダイヤモンドカジノ＆リゾート」の警備主任。ダガン・ファミリーによる買収騒動の終結後、新たにオーナーに就任したソーントンから直々に解雇を言い渡される。
その後はモールの警備員に転職し、『ダイヤモンドカジノ強盗』にて再登場。自身を不当解雇したダガンへの復讐を果たすべく、カジノへの強盗を計画している主人公に協力し、カジノ内の監視カメラの位置をリークする。
『クラッキンベル工場襲撃』で3度目の登場。LSPDの巡査に転職しているが、ファストフードの工場を隠れ蓑にして違法ビジネスに取り組む悪徳警官とカルテルに辟易し、彼らを一掃すべく主人公に協力を依頼する。
『ボトム&ダラー・バウンティ』で4度目の登場。汚職で腐敗しきったLSPDの闇を暴くべく、放出品の緊急車両を購入した主人公に「ディスパッチ&ワーク」を依頼してくる。
アヴェリー・ダガン（Avery Duggan）
テキサス出身の大物実業家で、ダイヤモンドカジノの乗っ取りを企む。カジノ側から買収に応じる気はないことを知らされると、あらゆる手段でカジノに対して妨害を仕向ける。しかし、自身の甥であるソーントンに裏切られ、主人公たちに滞在していた農場を襲撃される。その後はヘリで逃走を図るも撃墜され、死亡した。
ソーントン・ダガン（Thornton Duggan）
アヴェリーの甥であり弟子。彼の強引一辺倒なやり口に不信感を抱き、ダイヤモンドカジノ側に内通して妥協案を探る。最終的には主人公にアヴェリーを始末させ、ダイヤモンドカジノの新オーナーに就任した。

#### ダイヤモンドカジノ強盗関連の人物
ジョージナ・チェン（Georgina Cheng）
タオ・チェンの妹であり、父ウェイ亡き現在のロスサントス・トライアドの実質的なトップ。護衛兼通訳としてホァン（Huang）という男を連れているが、兄とは違い英語にも堪能である。
チェン一族の多大な出資によって完成したダイヤモンドカジノ&リゾートを半ば乗っ取る形で手に入れたダガン・ファミリーを、自身一族のメンツを潰した輩とみなして敵視しており、復讐を果たすべくレスターにカジノへの強盗計画を持ちかける。
カジノ強盗初回クリア時のムービーで祝杯を挙げるレスターと主人公らの前に現れ、強盗の成功を祝いながらレスターに口付けを交わした。
後の『エージェント・オブ・サボタージュ』では、レスターとのツーショット写真で登場する。
ジェームス・"ジミー"・デサンタ（James "Jimmy" De Santa）
→#マイケルの家族
ウェンディ（Wendy）
アーケード内のバーで接客を担当する若い女性。
ヤン・アンセスター （Yung Ancestor）
カジノのペントハウスを所有するセレブ。主人公は彼の「依頼」を片づける代わりに、カジノへの侵入を手助けしてもらうことになる。

#### カヨ・ペリコ強盗関連の人物
ミゲル・マドラッゾ（Miguel Madrazo）
マーティン・マドラッゾの息子。自身のカルテルに麻薬を供給しているルビオが、マドラッゾ一族の重要な「秘密」を盗み出して脅迫してきたため、その奪還を目的として主人公たちに接触する。
パベル（Pavel）
元ソビエト海軍の操舵手であるロシア人。潜水艦「コサトカ」に常駐し、強盗における主要サポート役を務める。
後の『エージェント・オブ・サボタージュ』で再登場。FIB時代のジョディ・マーシャルを助けた縁で協力関係となり、彼女と新たなビジネスを始めるべく主人公を誘う。
エル・ルビオ（El Rubio）
本名はホアン・ストリックラー（Juan Strickler）。プライベートアイランド「カヨ・ペリコ」を所有するコロンビア人で、セレブ専用のパーティーツアーを行っている。
表向きにはダンスを好む陽気な人物を装っているが、その正体は麻薬カルテルのボス。高級な金品に目がなく、カヨ・ペリコにある自身の邸宅内には大量の金塊や現金、絵画などが無造作に置かれている。『カヨ・ペリコ強盗』では彼の邸宅に潜り込み、地下にあるメインターゲットを強奪することが目的となる。
ムーディーマン（Moodymann）
カジノの地下に新設されたナイトクラブ「ミュージック・ロッカー」でレジデントDJを務める実在の人物。主人公とはトム・コナーズを通じて接触する事になる。スリッパに対する思い入れが非常に強く、ミッション中にも自身のこだわりを熱弁している。
『ロスサントス・チューナー』でも「ケニー」として再登場。本業のDJの傍ら、様々な依頼人から流れてきた汚れ仕事を主人公に依頼する。
カイネムジーク（Keinemusik）
ルビオ主催のビーチパーティーにてDJを務める実在の音楽グループ。主人公とはイングリッシュ・デイブを通じて接触する。
パームス・トラックス（Palms Trax）
実在のアーティスト。ムーディーマン同様、主人公とはトム・コナーズを通じて接触する事になる。
ドクター・ドレー（Dr. Dre）
実在のアーティスト。ジミー・アイオヴィン、DJプーとともに、カヨ・ペリコで行われるパーティーに向かおうとしたが、泥棒の盗難に遭ったという電話を受けてすぐに帰ってしまった。
後の『契約』で正式に登場。盗まれた携帯電話と未発表データの回収を主人公たちに依頼してくる。一連のミッションをクリアすると主人公に未発表曲を提供し、自身のスタジオに招待してくれる。
ジミー・アイオヴィン（Jimmy Iovine）
実在のアーティスト。
DJプー（DJ Pooh）
実在のアーティスト。ゲーム中のラジオ局「West Coast Classics」のDJを務めているほか、フランクリンを演じたショーン・フォンテーノを本作のオーディションに参加するように誘った人物でもある。
スコット・ストーチ（Scott Storch）
ルビオ主催のビーチパーティーでDJを務める実在の人物。報酬が良くないようで、ルビオに対して愚痴を漏らしていた。

#### 契約の人物
フランクリン・クリントン（Franklin "Frankie" Clinton）
→#主人公
チョップ（Chop）
→#フランクリンの関係者
ジョニー・ガンズ（Johnny Guns）
本名はジョナサン・ヘンダーソン。現在はレコード会社経営。90年代にドレーと抗争状態にあったという。『カヨ・ペリコ強盗』直前にドレーの携帯電話を盗んだ張本人。ドレーを暗殺するためにレコーディングスタジオに傭兵を差し向けたりするも、最終的に主人公に倒され、ドレーにゴルフクラブで殴打される。

#### 犯罪事業の人物
U.L.ペーパー（U.L.Paper）
→#IAA

#### ロスサントス・ドラッグウォーズの人物
ナーバス・ロン（Ronald "Nervous Ron" Jakowski）
→#トレバーの関係者
ウェイド・ハーバート（Wade Hebert）
→#トレバーの関係者
アイザイア・フリードランダー（Isiah "Pube Head" Friedlander）
→#その他登場人物

#### サンアンドレアスの傭兵の人物
チャーリー・リード（Charlie Reed）
→#ガンマン

#### チョップ・ショップの登場人物
ユスフ・アミール（Yusuf Amir、アラビア語： يوسف أمير）
→グランド・セフト・オート・ザ・バラッド・オブ・ゲイ・トニーの登場人物#ユスフ・アミール
ジャマル・アミール（Jamal Amir、アラビア語： جمال أمير）
キング・タイニー（King Tiny）
トニー・マクトニー（Tony McTony）

#### クラッキンベル工場襲撃の登場人物
ヴィンセント・エッフェンバーガー（Vincent Effenburger）
→#ダイヤモンドカジノ関連の人物

#### ボトム・ダラー・バウンティの登場人物
モード・エクルズ（Maude Eccles）
→#不審者と変質者
ジェネット・エクルズ（Jenette Eccles）
モードの娘。

#### エージェント・オブ・サボタージュの登場人物
パベル（Pavel）
→#カヨ・ペリコ強盗関連の人物
ジョディ・マーシャル（Jodi Marshall）
元FIB工作員。

## 登場する組織

### 犯罪組織
ファミリーズ（The Families）
『GTASA』にも登場したアフリカ系ストリートギャング（チームカラーは緑）で、フランクリンの所属組織。主に以下の四つのファミリーによって構成されている。モデルはクリップス。
チェンバーレイン・ギャング・ファミリーズ（Chamberlain Gangster Families：CGF）
現在におけるファミリーズの最大勢力で、その名の通りにチェンバーレイン・ヒルズを拠点としている。ラマーもこのファミリーに属している。
フォーラム・ドライブ・ファミリーズ（Forum Drive Families：FDF）
ストロベリーとチェンバーレイン・ヒルズに跨る通りである「フォーラム・ドライブ」にて活動しているファミリー。
カーソン・アベニュー・ファミリーズ（Carson Avenue Families：CAF）
ストロベリーからランチョまでを貫く大通り「カーソン・アベニュー」を中心に活動するファミリー。
デイビス・ネイバーフッド・ファミリーズ（Davis Neighborhood Families：DNF）
デイビスを主な活動拠点とするファミリー。
グローブ・ストリート・ファミリーズ（Grove Street Families：GSF）（消滅）
かつてファミリーズに存在していたグローブ・ストリートを拠点としていたファミリー。ラマーとの会話の中でフランクリンが言及しており、「全員野垂れ死んだか、表社会で成功を収めた結果（犯罪組織としては）自然消滅したのではないか」と推測している。なお、現在のグローブ・ストリートはバラスの縄張りとなっている。
バラス（Ballas）
『GTASA』にも登場したファミリーズと敵対関係にある、アフリカ系ストリートギャング（チームカラーは紫）。グローブストリートなどデイビス全域が縄張り。GTAオンラインにおいて主人公に幹部の多くを始末された上に、本編においてもフランクリン、ラマー、マイケル、トレバーの4人に構成員の大半を殺害された。モデルはクリップスと敵対関係のブラッズ。
ロスサントス・バゴス（Los Santos Vagos）
『GTASA』にも登場したラテンアメリカ系ストリートギャング（チームカラーは黄）。ランチョ全域が縄張り。序盤のミッションで敵として登場した。モデルはラテンキングス。
バリオス・ロス・アステカス（Varrios Los Aztecas）
『GTASA』にも登場したヒスパニック系ストリートギャング（チームカラーはターコイズブルー）。元々はロスサントスで活動していたが、バゴスとの縄張り争いに敗れたため街を去り、現在はブレイン郡を拠点に活動しアラモ海一帯の元締めとなっている（ゲーム中ではランチョ北部に少数のメンバーが在住している）。トレバーによってリーダーであるオルテガを殺され（選択による）、その報復として集団でトレバーに襲い掛かるも返り討ちに遭いほぼ全員が殺害された。その後はメキシコ本国から増援が送られてきたものの、マッケンジー飛行場の格納庫の不動産ミッションにおいてトレバーに残された拠点ごと次々に爆撃され、壊滅した。
レッドネックス（Rednecks）
プアホワイト系ギャング。オニール・ブラザーズやラリー・タッパーのグループなど複数の派閥に別れていて、ブレイン郡にてドラッグや武器の売買、車のスクラップなどで活動資金を稼いでいる他、バラスと大麻の取引もしている。トレバーのメッタ殺しミッション（日本語版では「妄想ミッション」）やモードのミッションで敵として登場する。
オニール・ブラザーズ（O'Neil Brothers）
レッドネックのギャング集団であり、長男のエルウッドを頂点としたオニール兄弟に仕切られている。トレバーと対立関係にあり、トライアドと取引（実質トレバーとの契約を横取り）しようとしたためにトレバーによって手下や兄弟を殺された挙げ句、自宅兼薬物製造所を爆破される。その後、復讐に燃えるエルウッドと生き残り達はトレバー達と対峙するが、殺害された。
ロスト・モーターサイクルクラブ（The Lost Motorcycle Club）
前作『GTAIV』より引き続き登場するバイカーギャング。かつてのリバティーシティにおける数々の組織との抗争や元リーダーであるビリーを始末するための刑務所襲撃などで名を馳せ、その名は遠く離れた西海岸のロスサントスにまで響いており、マイケルですらトレバーからその名を聞いた時は「ロストMCだと？」と驚いたほどだった。オルダニーを去った後はサンアンドレアス州のブレイン郡を中心として活動していたが、リーダーであるジョニーの落ちぶれ具合に合わせるようにかつては御法度だった薬物の取引や銃火器の密売を手掛け、一般人相手に路上強盗を仕掛けるなどかつての硬派な雰囲気はまるで無く、堕ちるところまで堕ちてしまっている。ジョニーを殺害された後、トレバーがそのままブレイン郡の銃器や薬物の販路を独占することを画策したため、ソープやシモンズなどの幹部は殺害され、本拠地のトレーラーパークも襲撃されたことでその場にいたメンバーの殆どを殺害されてしまう。その後、飛行場を拠点としていた一団らがトレバーの家をジョニー殺害の復讐として荒らしたため、報復としてトレバーとロンの二人に飛行場を襲撃され、そこでも大半が殺害された挙げ句、飛行場も奪い取られた。その後さらに他の支部から増援が来たものの、夜の雷雨に乗じて襲撃してきたトレバーによって始末され、最後にはアジトのスタブシティごと破壊され、ブレイン郡におけるロストの勢力は壊滅状態に陥った。
また、ロスサントスのイースト・バインウッドにも拠点がある。
アップタウン・ライダーズ（Uptown Riders）
『GTA:TLAD』に登場したバイカーギャングで、同作においてファッションブランドを立ち上げた。本作においてはフランクリンの着用できる服のブランドの一つとして登場する。
マラブンタ・グランデ（Marabunta Grande）
エルサルバドル系ストリートギャング（チームカラーは青）。エル・ブロ・ハイツのファッジ・レーンが本拠地。ランダムミッションで麻薬の取引から主人公とトラブルになるギャングとして登場する。モデルは危険な犯罪組織で有名なマラ・サルバトルチャ。
アルメニアン・ギャング（Armenian Gang）
アルメニア人ギャング。ラ・プエルタのスクラップ・ヤードが本拠地。フランクリンのレポマン稼業の上司であるディーラーのシミオンと繋がっており、『GTAV』のストーリーではランダムミッションでシミオンの護衛として登場する。
ミッドタウンギャングスターズ（MTG）
『GTAIV』に続いて登場し、ハン・ハウスという飲食店を経営している韓国系ギャング。リトル・ソウルのとある住宅が本拠地。『GTAV』のストーリーではハン・ハウスの管理ミッションで敵として登場する。
トライアド（Triad）
GTAシリーズ全般にわたり登場する中国系マフィア。リバティーシティのチャイナタウン、サンアンドレアスのサンフィエロやロスサントス、ノースヤンクトンのルーデンドルフなど、多数の都市、地域に支部を持つ巨大組織である。本部は中国の九龍にある。今作ではロスサントス支部として、オニール兄弟らプアホワイトの犯罪者達と取引している。当初はトレバーらと取引をするつもりでいたものの、銃器も取り扱いたいとの理由から契約を破棄。しかし、それに激高したトレバーによってオニール兄弟との取引を滅茶苦茶にされてしまい、ロスサントス支部の首領であるウェイは激怒し、トレバーの命を狙うようになる。その後トレバーの家を監視しており、たまたま滞在していたマイケルを「彼氏」と勘違いしノース・ヤンクトンへマイケルが赴いた際、密かにメンバーが同じ飛行機に乗って後を付けた。中西部にいるありったけの仲間を掻き集めて墓地で対峙するトレバーとマイケルのもとを襲撃したものの、トレバーに逃げられた挙げ句マイケルによって返り討ちに遭い、殆どが殺されてしまう。何とかマイケルを捕えて精肉工場で拷問にかけるものの、トレバーは助けに来ないと判断しマイケルを殺そうとする。しかし、そこにフランクリンが救出に現れ、二人によって工場にいたロスサントス支部メンバーの殆どを殺害された上に脱出を許してしまう。その後最終ミッションのCルートにおいて、フランクリンによってウェイを殺害される。
ゲーム中で本拠地としているのは、ミッドタウンギャングスターズと同じくリトル・ソウルのとある住宅である。
マドラッゾ・カルテル（Madrazo Cartel）
マーティン・マドラッゾ率いるメキシコ系ドラッグカルテル。ラ・フエンテ・ブランカにあるマドラッゾの邸宅が本拠地。
ボネッリ・ファミリー（Bonelli Family）
エンッツォ・ボネッリ率いるイタリア系マフィア。不動産業などを運営しておりロスサントスの建築事業の半分を仕切っている。また恐喝や殺人、裏工作などを行なっている。
プロフェッショナルズ（Professionals）
GTAオンラインにのみ登場する犯罪組織。オンライン中のミッションやギャングアタックで敵として登場する。元軍人で構成されていて練度が高い。ダイヤモンドカジノ強盗で取引先として選択した場合は手数料なしでマネーロンダリング、盗品の買い取りに応じているなど、その名に違わず「プロ」の集団である。

### 法執行機関
ノース・ヤンクトン州警察（North Yankton State Patrol）
プロローグにのみ登場する警察組織。
ロスサントス市警察（Los Santos Police Department,LSPD）
ロスサントス市の警察。組織の紋章にビッグフットが描かれている。また、組織のモットーは「Obey & Survive（服従と存命）」である。
ロスサントス郡保安局（Los Santos County Sheriff's Department）
市警察と並ぶ法執行機関。主にブレイン郡を管轄している。トレバー曰くかなり堕落しているらしく、メタンフェタミン等の密造所や売春宿から金を巻き上げて法外な利益を上げている。
サンアンドレアス高速道路交通警察隊（San Andreas Highway Patrol）
サンアンドレアス中の高速道路の警備を担当する市警察隷下の組織。とあるミッションでマイケルとトレバーはこの組織の捜査官に扮することになる。
グローバル・ポリス（Global Police）
とあるミッションでのみ存在を確認できる国際的な警察機関。通称としてグローボポールと呼ばれる。
連邦捜査局（Federal Investigation Bureau,FIB）
前作にも登場した警察機関。IAAと予算を巡って対立している。
国際情勢局（International Affairs Agency,IAA）
連邦政府の諜報機関。今作では前作に登場したカレン（ミシェール）やU.L.ペーパーがこの組織のエージェントだということが判明する。また、スティーブによれば予算獲得を確実にするためにテロリストを雇って街中で化学テロを行おうとしていたようである。
GTAV本編では敵対する相手だが、GTAオンラインでは強盗ミッションでこの組織のために働く事になる。
薬物監視局（Drug Observation Agency）
薬物の取り締まりを担う政府組織。今作の世界のツイッターに似た「ブリッター」にて、かなり皮肉めいたつぶやきを投稿している。
サンアンドレアス州国立公園管理局（State of San Andreas Park Ranger）
チリアド山自然保護区等を管理している州自治組織で、ジョーとジョセフはこの組織の車を使っている。パークレンジャーであって警察では無いため、気付かれないように殺害すると手配度がつかない。

### 軍事組織
メリーウェザー・セキュリティ（Merryweather Security）
様々な国の戦争で暗躍し、最近になって本土での活動が許可された民間軍事会社で、アメリカの石油利権のために活動している。元ネイビー・シールズのドン・パーシバルによって設立され、劇中では株主の富豪であるデビン・ウェストンが私設軍隊にしている。また、複数の警備業務を担当している影で新世界秩序を目指しており、オペレーター達は突撃銃や戦闘ヘリなどの重武装だが、無抵抗の市民を平然と蹴り転がしたり、書類を盗まれても気づかない程の暴力を振るうのに夢中になるところから、トレバーに「人間の皮を被ったトカゲ」と評される。ストーリークリア後はアメリカ国内での事業を縮小させた。
GTAオンラインではプレイヤーと対峙することもあるが、あくまで（個人向けの）ビジネスとして、電話一本で他プレイヤーを暗殺する傭兵の派遣やヘリ及びボート輸送、空爆などのサービスを行っている。
アメリカ軍（United States Armed Forces）
アメリカ合衆国の正規軍。本作においてはフォート・ザンクード（Fort Zancudo）という基地を拠点にしており、陸軍や空軍が主に登場するほか、カーゴボブの側面に「MARINES」の表記がある事から海兵隊、『GTAオンライン:強盗』の「ヒューメイン襲撃:強盗準備」ミッションで、空母が登場する事から海軍の存在も示されている。
航空母艦「ラクシントン」 (USS Luxington)
GTAオンラインの強盗ミッション「ヒューメイン研究所襲撃：EMP」に登場する航空母艦。ハルナンバーは（シリーズお馴染みの数字である「69」を冠した空母は実際に存在しているため、それを反転した）「96」となっている。また、「ラクシントン」という艦名は乗組員が着用している服装から確認できる。

### 新興宗教団体
イプシロン・プログラム（Epsilon Program）
GTAシリーズ恒例のクリス・フォルマージュを教祖とする新宗教団体。青いローブを着用し、挨拶の際に「キフロム（Kifflom）」と発言する特徴がある。ホームページを開設しているが、マイケルをはじめとする特定の人物しか閲覧できないようになっており、トレバー、フランクリン、GTAオンラインの主人公など、同団体のホームページを閲覧できない者は「救い難き者」とされている。世界中で信者を獲得しており、リバティーシティや中東に巨大なビルを建造している。
GTAオンラインでは教祖の真の姿を見ることができる。また、「GTAオンライン:ナイトライフ」で追加されたナイトクラブ内のトイレに座っている男性に$575を渡すと隠しローブが貰えるほか、ナイトクラブ内の2階のカウンターでお酒を飲み、酔い潰れた際に低確率でキフロムTシャツが入手出来る。
山の子供たち（Children of the Mountain）
教祖のブラザー・エイドリアン率いる自己啓発団体。理由をつけてフランクリンに高い寄付金を募り、最後には記念のTシャツを送る。
利他主義者達のカルト教団（Altruist Cult）
ブレイン郡のチリアド山奥部に集落を構えるカルト教団。住民達はヌーディズムを実践しているほか、カニバリズムの習慣もあり、ブレイン郡での失踪事件が相次ぐ原因となっている。また、ホームページを開設しており、自らの信条をモールス信号で世界に発信している。トレバーは彼らに「食料」を届けると報酬を得る事ができるが、後に4人の被害者を持ってくるとトレバーも捕食しようとするイベントが発生し、トレバーに襲い掛かったところを皆殺しにされる。なお、作中の報道では「集団自殺」として報じられる。

### その他組織
ロスサントス市交通局（Los Santos Transit）
公共交通網を運営する市の公共事業体。ライトレールと路線バスを運行している。
ヒューメイン研究所（Humane Labs and Research）
IAAとの契約により化学テロで使用する毒ガスを研究している民間の研究所。表向きは香水の研究所として営業しているために、人道的という意味を示す"Humane"を社名に冠している。元はマキシム・ラシュコフスキーとディマ・ポポフが保有する製薬会社の施設であったが、後にメリーウェザー・セキュリティを保有するドン・パーシバルに貸与されていたことがエージェント14の口から語られている。新しく開発した毒ガスをマイケル達に盗まれるが、後に事実を隠蔽するため、盗まれた毒ガスは新しい香水の組成表だったと報道される。
ライフインベーダー（Lifeinvader）
ジェイ・ノリスによって創設された同名のSNSを提供する会社。ノリスによれば労働者の平均年齢は14.4歳だというが、これについて全く悪びれることなく「革命だ」と述べている。ライフインベーダーに関してはレスター曰く「盗んだコードで組んだ余り物のプラットフォーム」とひどく嫌悪している。
SNSとしてのライフインベーダーには『GTAV』に登場するキャラクター達がそれぞれアカウントを持っているが、『GTAIV』の主人公ニコ・ベリックも登録していることがジミーのノートパソコンから確認できる。

## 乗り物に関する特徴
- 前作『GTAIV』では登場しなかった、戦闘機・旅客機・潜水艇・自転車が登場する。
- 駐車中の車を盗む際は基本的に窓ガラスを割り乗ることになる。ただ、フランクリンの場合は、乗用車（SUVを除く）のみピッキングをする。稀に鍵が開いているものもある。高級車やスーパーカーはピッキングで乗車する。
- 乗り物の駐車は自宅のガレージまたは指定された街中のガレージで可能。飛行機やヘリコプターは飛行場やヘリポートを買うと駐機される。
- 一部の乗り物はインターネットで購入が可能で注文するとゲーム内の24時間以内にガレージ、ヘリポートに配達される。
- バイクのカスタマイズが可能。
- 乗り物へのダメージがリアルになった。タイヤ付近に損傷を与えるとタイヤがホイールに巻き込まれたり、バンパーを損傷すると片一方の固定ねじが外れて地面にこすり火花を飛ばしたりする。また、飛行機へのダメージも顕著になり、高い角度から着陸するとギア（着陸脚）が損傷する。一方で前作に存在した、ヘリのテールが折れる表現などはなくなっている。
- 電車を運転することはできないが（特定のミッションでは可能）、走行中の電車の屋根に乗っても、振り落とされることがなくなった。

## 開発
本作は2001年発売の『グランド・セフト・オートIII』からGTAシリーズのプロデューサー及び開発責任者を担ったレスリー・ベンジーズ最後の作品である。

### キャラクター設定、キャスティング
三人の主人公役のうち、マイケル役の声優とモーションアクターにはネッド・ルークが起用された。当初ルークはオーディションへの参加を打診された際、コンピュータゲームと言うことで本作への出演を辞退しようとした。その後、ルークは台本を読み、作品について学ぶ中で、オーディションへの参加を決めた。
出演にあたり、ルークは体重を増量し、前作『GTAIV』をはじめとするロックスターの各作品について研究した。ルークはマイケルについて、コメディドラマ『ビーバーちゃん』 (1957–63) の父親キャラクターであるウォード・クリーバーと、1983年の映画『スカーフェイス』の主人公トニー・モンタナが合わさったようなキャラクターだったとインタビューの中で話している。
トレバー役にはスティーブン・オッグが起用された。オッグは伝記映画『ブロンソン』でトム・ハーディが演じたチャールズ・ブロンソンがトレバーのヒントになっているのではないかとしている。
フランクリン役の声優とモーションアクターにはショーン・フォンテーノが起用された。
フォンテーノは『グランド・セフト・オート・サンアンドレアス』のCJ役で知られるヤング・メイレイのいとこであり、同作に参加経験のある友人DJプーを通じてオーディションに参加した。
フォンテーノは、祖母と暮らしていたことや、ギャングや麻薬ディーラーをしていた自分の過去が、フランクリンにも通ずるところがあるとインタビューの中で話している。一方で、フォンテーノはザ・ウォッシュ以降の演技経験が無かったため、マイケル役のルークとトレバー役のオッグに演技の指南を受けた。

## モデルごとのゲーム内容の違い
PS3/Xbox 360版（終了済み）、PS4/Xbox One版、PS5/Xbox Series X/S版、PC版のGTAオンラインは互いにクロスプラットフォームを採用していないため、機能面の違いが非常に多い。

### PS3/Xbox 360版
- オンライン時に画質が悪化する。また、最大16人が1サーバーでプレイできる。
- 2015年でアップデートが打ち切られている。
- 2021年12月16日をもってオンラインプレイのサービスが終了しており、現在はオフラインのGTAV本編のみプレイ可能。

### PS4/Xbox One版
- グラフィックが大幅に向上した。
- 一人称視点が追加された。
- DUALSHOCK 4から音声が鳴ることがある。
- オンラインが最大30人になる。
- パッシブモード時にダメージを完全に受けなくなった。
- XBOX ONE Xで4K画質の設定のままプレイするとfpsが60Hz相当になる場合がある。

### PC版
- 基本的な仕様はPS4/Xbox One版に準拠。
- MOD使用が一部許可されている。
- 家庭版で規制された表現検閲が存在しない。
- 2025年にPS5/Xbox Series版と同等の性能にアップグレードされた[48]。

### PS5/Xbox Series X/S版
- PS4/Xbox Oneから比較して若干グラフィックが上昇した。
- 光の表現にレイトレーシングを使えるようになった。
- オンラインプレイ時も含め、すべての場面で大幅にfpsを向上させるグラフィック設定が追加された。
- HDRに対応。
- ゲームの最初のロード時間が大幅に短くなった。ただし、ロード後のサーバーマッチング時間は長伸びする場合がある。
- ダイヤモンドリゾート内のルーレットなどの一部コンテンツで初回のみマネーを払う必要がある。
- オンラインの初回プレイ時に大量のマネーがもらえ、初心者がどれをプレイすべきか戸惑いにくくなった。
- dualsenseのアダプティブトリガーに対応。
- Xbox版はDolby Atmos、PS5版は3Dオーディオなどに追加で対応。

## グランド・セフト・オート オンライン
『グランド・セフト・オート オンライン』（英: Grand Theft Auto Online）とは、ロックスター・ゲームスが運営する、PlayStation 4/PlayStation 5/Xbox One/Xbox Series X/S/PC向けの無料オンラインモードである。なお、2021年12月、PlayStation 3とXbox 360に対するGTAオンラインのサービスは終了した。プレイにはインターネットに接続している必要がある。略称はGTAオンライン（英: GTA Online）。
日本国内では2013年11月7日からオンラインプレイが可能となったが、PS4・PS5は地域変更を本体側でできないことから日本国内のプレイヤー同士のみに限られている（PS3・Xbox 360も同様であった）。さらにクロスプレイも不可能である。ただし、Xbox One/Series X/S版は設定言語を変更するだけでサーバーの接続地域を変更できることからサーバーリージョンを無視することが可能である。
PlayStation 5版とXbox Series X/S版には、ストーリーモードを除いたオンライン限定の「GTAオンライン:スタンドアロン版」がダウンロード版のみで発売された。PS5/Series X/S版を起動する場合はオフラインモードとオンラインモードをロード開始前に選択する必要がある。
自分だけのキャラクターを作成し、1人でも他のプレイヤー共とでも様々なミッションや強盗、アクティビティ、娯楽施設、カジノ、そして探索などロスサントスで楽しむことができる（キャラクターの性別も変更可能）。
また、ボイスチャットやGTA内専用のメッセージ機能にも対応している。仮にゲーム内のフレンドが別セッションにいた際もゲーム内の自分のスマートフォンの連絡先からフレンドのIDを探して個別で連絡する事も可能 である。
本作は、飛行機からロスサントス国際空港に降り立ったオンラインプレイヤー（無口な主人公）がラマーから無改造のピストルを貰い、レスターなどの様々な人物を通してジョブを遂行することで、ランクポイント(RP)とジョブポイント(JP)、そしてGTAマネーを取得し成長していく内容となっている。ただし、PS4/Xbox One,PS3/Xbox 360版で最初にリスポーンされるときは所持金がゼロになるため、挑戦できる項目がめっぽう少なくなる場合がある。
GTAマネーが貯まれば、武器や乗り物の購入またはカスタム、CEO、クラブハウス、地下基地、飛行場、施設、ナイトクラブ、アーケード、潜水艦、エージェンシー施設を購入して犯罪者としての地位を高めていく。ただしこれらのコンテンツはミッションの解放とやりこみ要素の増加、乗り物の保管スペースの増加などが目的であり、施設のミッション遂行時などに閲覧できるストーリーに明確な終着点は存在しない。
また、『GTAオンライン』のダイヤモンド・カジノ施設にあるクラブハウスなどでは、テイル・オブ・アス や、ザ・ブレスド・マドンナといった実在のDJが登場する。
2020年4月1日には新型コロナウイルス感染症の世界的流行を受け、GTAオンラインとレッド・デット・オンライン内の一部の売上をウイルス対策を行う組織に支援すると発表した。
2020年6月4日には、白人警官が黒人男性を殺害した事件（ジョージ・フロイドの死）に端を発し、同年5月頃より世界各地で広がりを見せるジョージ・フロイド抗議運動（ブラック・ライヴズ・マター）を受け、東部夏時間6月4日14時～16時（日本時間6月5日3時～5時）までGTAオンラインとレッド・デッド・オンラインのアクセスを一時的に停止した。
2020年12月にはGTAオンライン限定の追加マップとして、カリブ海に浮かぶ小島「カヨ・ペリコ」が追加された。
2021年12月16日にPlayStation 3版とXbox 360版のオンラインサービスを停止する事を発表した。同年9月にはシャークマネーカードの販売が終了していた。
2022年2月24日、ロシアによるウクライナ侵攻に伴い、世界各国の企業及び国家がロシアや関与の疑いがあるベラルーシなどに資産凍結等の制裁などを実行した。ロックスター・ゲームスの親会社のテイクツーもロシアとベラルーシ向けにソフト販売を停止することを発表した。GTAVはロシア国内で月間アクティブユーザー数が3番目となる人気ゲームとなっている事も明らかとなった。

### ゲーム内時系列
サービス開始前、ロックスター・ゲームス公式よりGTAオンラインの時系列は「『GTAV』（本編）の3か月前」と発表されていたが、レスターが本編の大強盗ミッション後と思われるEメールを受信している場面が存在する(両方共に2013年が舞台)。
その後、2017年のDLC「GTAオンライン:銃器密造」アップデートで追加されたミッションにて、エージェント14が「2017年だと言うのに」と言及し、2018年のDLC「GTAオンライン:ナイトライフ」アップデートでは新キャラクターのDJ・ディクソンが「9年前の2009年」と言及。2021年のDLC「GTAオンライン:契約」アップデートにて、GTAオンラインが本編の数年後のロスサントスであると正式に発表された。2022年の「GTAオンライン:犯罪事業」では、2017年に追加された「強盗：ドゥームズ・デイ」を「5年前」に起こった出来事と言及している。
また、2019年のDLC「GTAオンライン:ダイヤモンドカジノ&リゾート」アップデートで追加されたミッションでは、タオ・チェンが「前にあのクラブで殺されそうになった、二度は御免だ」と言及しており、本編のエンディングはプランCが正史となっていることが示唆されている。

### 課金
GTAオンライン内にはゲーム内通貨（GTAマネー）を増加させるための課金システムが存在する。課金名は「シャークマネーカード」である。なお、オフラインには反映されない。
基本的にゲーム内でオフィス・ナイトクラブなどを購入して累計報酬をもらうか、強盗セッション、Rockstar Social Clubで配信されているカスタムゲームへの参加報酬などでしか、プレイヤー自身でマネーがもらえる課題を増やす方法はなく、車両・建築物の購入には無課金では到底及ばないほど高額のマネーが必要になるため、GTAオンラインに対する課金の売上はオンラインゲーム史に残るほどの実績を残しており、新規パッケージの購入の約数十倍の売上を出している。GTAオンラインの世界的な大成功により、ロックスターの親会社であるテイクツーも他作品においても、ゲーム内の課金システムを重要視すると発表された。さらに、PlayStation 5版およびXbox Series X/S版では「GTA+」と呼ばれる毎月660円のサブスクリプションが追加され、2022年3月25日以降利用可能となっている。
ただし、「GTA+」の一部特典を除けば課金が必須となるようなコンテンツは無く、ゲーム内のジョブによる稼ぎのみでプレイすることも可能。GTA+加入中の得点は以下のとおりである。
- 真ん中右側のiFruitのアプリケーションに「Vinewood Club」が併設され、これを利用すると購入済み車両の無料再発注、弾薬の無料補充、ビジネス施設の報酬受け取りなどが可能。
- 「Vinewood Club Garage」に車を追加で100台保管でき、加入特典で車を追加で利用できる。限定の車を加入期間中に安値で購入することも可能。
- 家庭版の「BULLY」、「LAノワール」、「グランド・セフト・オート・トリロジー」、モバイル版の「GTAリバティーシティー・ストーリーズ」、「GTAチャイナタウンウォーズ」が加入期間中にプレイ可能。

### アップデート
『GTAオンライン』のアップデートは全て無料で配信されている。
2014年に行われたロックスター・ゲームスへのインタビューによれば、当時はプレイヤーからの評価は非常に悪く、プレイ人口が大幅に減少していたと同時に社内でも「GTAオンラインは失敗したオンラインモード」とも言われていたという。ロックスター側がプレイヤーがどのようなアップデートを望んでいるのかを理解していなかったのである。
2015年3月の『強盗』アップデート以降、ロックスター側が方針を転換し、プレイヤーの望むコンテンツを理解した上でGTAオンラインを大成功へ導き、グランド・セフト・オートVは過去に発売されたグランド・セフト・オートシリーズ10作品をもってしても到達できなかった売り上げを叶える事に成功した。しかし、GTAオンラインで売り上げをとれるようになってしまったので、ロックスター側の出す新規作品が大幅に鈍化していることも現状である。

### GTAVとGTAオンラインの大まかな違い
- プレイヤーの好みに応じてオンラインキャラクターを作成できる。
- 自身の家を購入する事が可能であり、ガレージが付属する（ガレージ単体も購入可能であり、マンション及びガレージはPS3/Xbox 360版では3つまで、PS4/Xbox One版以降では10個まで所持可能[注 18]）。各種販売価格に差異があり、一部の武器、乗り物や施設は課金が前提のレベルである異常な大金が必要となる。「強盗」の一部ミッションの初回開始時、車を保管する場所の拡張時にも施設購入の料金が取られる。
- 自身で車両を所有する際に、トラッカー及び保険を掛けることが可能（破壊されると新たな車を請求できるが有償）。
- 服屋の品揃えはすべてのブランドで同一である。
- iFruitのデザインがストーリーモードから変更されている。また、eyekind.infoから株用サイトを使用できない。さらにGTA+の実装後にiFruitに「The Vinewood Club」と呼ばれる9つ目のアプリケーションが追加された。
- ほとんどの警察車両や業務用車両はガレージに入れられない。また、高級車の場合は正規に購入したもの以外（盗難車など）はロスサントス・カスタムに持ち込むことが出来ず、トラッカーも掛けられない。
- 航空機・ヘリ・戦闘機の所有が可能。これらは電話で連絡して配送してもらう必要があったが、「GTAオンライン:極秘空輸」アップデートで個人用の格納庫が購入できるようになり、自動車と同等のトラッカー・保険の付与が可能となった。さらに一部の航空機は、武装やペイントなどの改造が可能になった。iFruitの電話帳から「Pegasus」に電話することでどこでもこれら重機の運搬が可能。
- 盗難車に乗車した状態で警察に発見された場合、手配度1が付く。また、シミオンからの依頼車両に乗車した場合は手配度2が付く。
- 国際空港の入口がフェンスで閉鎖されており、緊急車両が近づかない限りは開かない。ただ、一部のフェンスを突き破ったり（旧世代機版のみ）、ジャンプ台を使うことで中に入ることは出来る。なお、国際空港敷地内に入っても手配は付かない。米軍基地においては、下記にあるように「GTAオンライン:極秘空輸」アップデート以降フェンスは開放状態であるが、格納庫を購入していない状態で侵入すると手配度4が付く。
- 本編に登場した車両の中で、オンラインに登場しないものが少数ある。逆（オンライン専用車）も多数存在する。車両と同様に、オンライン専用の武器が多数存在する。
- プレイヤーやNPCをキルするごとに「感情レベル」が上がる。
- 2025年現在ではRockstar Social Club内のサーバーで配信される「コミュニティシリーズ」を使い、一部のクリエイターが作成したカスタムゲームをプレイし、報酬の料金をプレイ後に貰うことが可能である。プレイヤーが勝利した際にラウンドがカウントされ、ラウンドが1~4に到達するとカスタムゲームが終了する。
- ストーリーモードでは「競馬場」「カジノ」など、存在はするがほぼ立ち入る機会のないオブジェクト（建造物）が後のアップデートで置き換えられ、プレイモードが追加された場合がある。特に一部の自動車販売店、ダイヤモンドカジノ、アリーナウォーは建造物のリニューアルで実装された[67]。

### ジョブの種類

#### ミッション
コンタクトミッション
GTAオンラインのミッションはオフラインの3ヵ月前を舞台に、シミオン、レスター、マーティンなど『GTAV』（本編）に登場する様々なキャラクターから依頼される様々な任務をこなすことが目的となる。黄色文字のサインが存在するマップの箇所に車などを使って向かい、セッションを開始してミッションを順番にクリアする必要がある。
プレイヤー1名から開始できるソロミッションのほか、キャラクター同士が協力してクリアを目指すミッションや、数チームに分かれて戦い、先に任務を達成したチームのみが報酬を獲得できる対戦型のミッションがある。
マドラッゾ暗殺サービス
「GTAオンライン:南SAスーパースポーツシリーズ」で追加されたコンテンツ。マップ上に白文字でMzと表示され、全体で2ヶ所ある。暗殺がメインとなっているものの、全体的に派手な銃撃戦が多い。
PS4・Xbox One・PC版以降のみ配信。コンタクトミッションとしては約4年半ぶりの新規追加である。1人でのプレイは不可（2人〜4人で開始可能）。
カジノミッション
「GTAオンライン:ダイヤモンドカジノ&リゾート」で追加されたコンテンツ。ロスサントスに新たにオープンしたカジノ「ダイヤモンドカジノ&リゾート」を舞台に繰り広げられる一連のストーリー。ストーリーモード終了後の2019年が舞台。
PS4・Xbox One・PC版以降のみ配信。1人でのソロプレイは不可（2人〜4人で開始可能）。
ペーパートレイルミッション
「GTAオンライン:犯罪事業」で追加されたコンテンツ。サンアンドレアス州内でガソリン価格が急騰した理由を突き止める。また、下記に記載してある強盗 ドゥームズ・デイ及びダイヤモンドカジノ強盗襲撃などから数年経った後のストーリーである。
ドラッグ・ウォーズ
「GTAオンライン:ドラッグ・ウォーズ」で追加されたコンテンツ。
タクシーミッション
「GTAオンライン:ドラッグウォーズ」で追加されたコンテンツ。オフラインにあるタクシーミッションが9年の歳月を経てGTAオンラインにも追加された。

#### 強盗ミッション
強盗
2015年3月10日のアップデートで追加されたコンテンツ。レスターと共にプレイヤー同士が協力し、フリーサ銀行、刑務所、違法ドラッグ、パシフィック銀行の強盗を行い、大金を手に入れることを目的としたミッション。後のアップデートで追加されたコンテンツと区別するため「オリジナル強盗」とも呼称される。
ミッションは「強盗準備」と「強盗フィナーレ」の2段階に分かれており、準備の段階ではホストのプレイヤーが準備金を支払って3人のメンバーを募集し、ホストを含む4人でフィナーレに向けての準備を行う。
フィナーレのミッションには「エリートチャレンジ」というチャレンジ項目が設定されており、その条件を満たしてクリアすると通常よりも多くの報酬を得ることが出来る。
強盗ミッションを遂行するには、ホストプレイヤーがランク12以上で、10台ガレージ付きの高級アパートを所有している必要がある。
強盗 ドゥームズ・デイ2017年12月12日のアップデートで追加されたコンテンツ。PS4・Xbox One・PC版以降のみ配信。全3幕のストーリーで繰り広げられる、壮大なオンラインアドベンチャー。
旧強盗と同じく、ミッションは「強盗準備」と「強盗フィナーレ」の2段階に分かれている。ただし旧強盗と異なり、準備ミッションの一部はフリーモード内で行われるため、他プレイヤーが妨害することも可能となっている。
若くして成功を収めた億万長者エイボン・ハーツと、彼の自慢の人工知能であるクリフォードは、彼らが持つ兆を超える情報を他国の勢力に盗み出させ、それを元に大戦争を起こし、世界の終末を意味するドゥームズ・デイを到来させることを画策していた。
政府に見放されたエイボンは情報を取り返し世界を救うため、プレイヤーはレスターと協力して情報を取り返す。開始には施設を購入する必要がある。表示は水色のHマーク。
全フィナーレのミッションに「エリートチャレンジ」が設定されている。
ダイヤモンドカジノ強盗
2019年12月13日のアップデートで追加されたコンテンツ。PS4・Xbox One・PC版以降のみ配信。「ダイヤモンドカジノ&リゾート」を舞台とした強盗ミッションで、カジノミッションのその後を描いている。
ダガン・ファミリーに騙されてしまったチェン一族のメンツを取り戻すため、レスターと共に強盗計画を進める。開始にはアーケードを購入する必要がある。プレイヤーは2人〜4人。
ターゲットは4種類からランダムで選定され、現金、絵画、金塊、ダイヤモンド(イベント時のみ)が出現する（初回は現金で固定）。
ミッションは「強盗準備」と「強盗フィナーレ」の2段階に分かれており、準備ミッションはフリーモード内で行われる。
本強盗ではターゲットへのアプローチを「隠密行動」「大ペテン師」「攻撃的」の3ルートから選択でき、ホストが選定したアプローチに合致した調達を進める事になる。調達ミッションには「必須の調達」と「追加の調達」の2種類があり、後者は実行することでフィナーレの難易度を下げる効果がある。
本強盗からの新要素としてサポートクルーの雇用があり、オフライン強盗と同じくハッカー・ドライバー・ガンマンをそれぞれ1名ずつ選択する。雇用候補にはオフライン強盗で登場したメンバーに加え、オンラインのビジネスで登場した人物も選択できる。
フィナーレのミッションには「エリートチャレンジ」が設定されている。
2回目以降の強盗では、前回使用したアプローチは警備が厳重なため使用できない。前々回のアプローチは使用できるものの、やはり警備が厳重なためハードモードとなる。
カヨ・ペリコ強盗
2020年12月15日のアップデートで追加されたコンテンツ。PS4・Xbox One・PC版以降のみ配信。
GTAオンライン初のサンアンドレアス州外のマップが舞台となるミッションで、必須でない準備ミッションの実行の有無や、侵入する時間帯及び経路は全てホストが決定する事となる。史上初、1人でもプレイ可能となった。
マドラッゾ・カルテルの跡取り息子であるミゲル・マドラッゾから、宿敵エル・ルビオが所持する機密書類の奪還の依頼を受け、ルビオの根城である「カヨ・ペリコ島」 への強盗を計画する。開始には潜水艦コサトカ(220万ドル)を購入する必要がある。プレイヤー1名から開始可能。
主要ターゲットは初回のみ「マドラッゾのファイル」で、2回目以降はランダムで「シンシミートテキーラ」「ルビーのネックレス」「無記名債券」「ピンクダイヤモンド」「パンサー像」の6種類が出現する（パンサー像はイベント時のみ出現）。また、島内に点在する「その他の略奪品」を強奪することで、強盗における獲得金額を増加させる事ができる。
ミッションは「偵察」と「強盗準備」、「強盗フィナーレ」の3段階に分かれており、準備ミッションはフリーモード内で行われる。
偵察ミッションではパーティー客（2回目以降は密輸業者）になりすまし、島内の警備員の目をかいくぐりつつ情報の収集を行う。その後は調達を進め、必須の調達を全て完了すればフィナーレを開始できる。
調達に「必須」と「追加」の2種類が存在する点や、サポートクルーの雇用要素が存在する点は「ダイヤモンドカジノ強盗」と同様（サポートクルーは必須でなく、追加の調達と同等の扱い）。
「その他の略奪品」の回収場所や侵入・脱出経路等はかなり自由度が高く、偵察で得た情報を元にある程度の計画性がプレイヤーにも求められる。
フィナーレのミッションには「エリートチャレンジ」が設定されている。
フィナーレを複数人でクリアした場合48分後に、1人でクリアした場合は144分後に次の強盗が受注できる。受注できるようになってからゲーム内の1日(現実で48分)以内に受注するとハードモードとなる。
オートショップ強盗
ロスサントス・チューナー・アップデートで追加。オートショップを購入することでプレイすることができる。

##### レース
ホストが設定したルールに従って乗り物での競走を行い、順位に基づいた報酬を獲得する。レースの主な種類としては以下のようなものがある。ユーザーがクリエイターでレースを作成することも可能。
ターゲットレース
コースに設定されたチェックポイントを順番になぞりながら1位を目指す。
ターゲットGTAレース
基本的なルールはターゲットレースと同様だが、走行中にコースに表示されたアイコンに接触することで、武器を取得したり、乗り物のダメージを回復できたりといったイベントが発生する。また、このルールにおいては車両を降りて相手を銃などで直接殺害することも許される。
ラリーレース
二人一組で行うレースで、片方はドライバー、もう片方はナビゲーターとなる。このルールではドライバーがチェックポイントや地図を確認することができないため、ナビゲーターは矢印キーやボイスチャットで適切な指示を行う必要がある。
スタントレース
「GTAオンライン:スタントライダーズ」で追加されたコンテンツ。筒の中を走行したり、ジャンプ台でジャンプするなど、アクション要素を多く取り入れたレース。マップ上では、ピンク色のマークで表示されている（複数あり）。
プレミアムレース
「GTAオンライン:スタントライダーズ」で追加されたコンテンツ。大人数が参加する必要があり、開始及び参加には大量のGTAマネーが必要となる。レースで1位になれば大量のGTAマネーが獲得できるが、2位以降はほとんど獲得できない。マップ上では、金色のマークで表示されている（1つのみ）。
特殊車両サーキット
「GTAオンライン:特殊車両サーキット」で追加されたコンテンツ。「GTAオンライン:カーディーラー」で追加された特殊車両とスタントレースを合体させたものである。マップ上では、ハンドルのマークで緑色で表示されている（複数あり）。
トランスフォームレース
「GTAオンライン:トランスフォームレース」で追加されたコンテンツ。基本ルールはスタントレースと同様だが、レース中に特定のポイントを通過すると乗り物が変化する要素がある（車→飛行機、自転車→ボートなど）。
ターゲットアサルトレース
「GTAオンライン:南サンアンドレアススーパースポーツシリーズ」で追加されたコンテンツ。4人からプレイ可能で、2人1組で1チームとなる。各所にそれぞれ異なる色の的があり、ドライバーが車両を運転し、ガンマンが的を狙撃する。コースを1周するごとにドライバーとガンマンが入れ替わる。マップ上で緑色で表示されている（複数あり）。
オープンホイールレース
「GTAオンライン:ロスサントス・サマースペシャル」で追加されたコンテンツ。オープンホイール（フォーミュラカー）系の車種限定のレースで、タイヤや燃料の消耗、ピット要素が存在する。
ストリートレース
「GTAオンライン:ロスサントス・チューナー」で追加。ターゲットレースとシステムは似ているが、大きな特徴はショートカットルートがある点。うまくショートカットすれば大きくリードできるが、失敗すると正規ルートよりも遅くなってしまうという、駆け引きが重要。

#### デスマッチ
フィールド内で他プレイヤーをキルした回数を競う。
ノーマルデスマッチ
チームデスマッチ
数名でチームを組み、制限時間内に多くキルしたチームが勝利となる。
ラスト・チーム・アライブ
チームメンバー内で、死亡しても復活できる回数を共有し、それを使い切ると敗北となる。最後まで生き残ったチームが勝利。
シングルデスマッチ
フリーモード中にマップ内で他のプレイヤーに倒された場合、1対1のデスマッチを申し込むことが出来る。相手がスマホから承諾すれば勝負が始まる。勝負している二者以外が攻撃を加える事も可能である。

#### その他
サバイバル
全10回にわたる敵のウェーブ（波状攻撃）を、プレイヤー全員でしのいで生き残ることを目的とする。途中で死亡した場合でも、ウェーブ終了時にチームに1人でも生き残りがいれば、次のウェーブが開始される前に復活することができる。ウェーブの合間には、ステージに落ちているアイテムを拾って準備を行う時間が与えられる。
パラシューティング
上空のヘリコプターからダイブし、パラシュートで降下しながら、空中に設置されたチェックポイントを正確に通過してポイントを競う。通過地点がチェックポイントの中心に近いほど、高ポイントを得られる。
キャプチャー
相手の妨害をかいくぐりながら、ステージに配置された指定の物品をできるだけ多く自チームの陣地へ運び込む。
アームレスリング
1対1の腕相撲で対戦する。RP・JPのみ支給され、GTAマネーは支給されない。
テニス・ゴルフ・ダーツ
オンラインプレイヤーとそれぞれのアクティビティで対決する。
敵対モード
ゲームモードごとに定められたルールに基づいてチームに分かれて対決し、より多くのラウンドを先取した側が勝利となる。ゲームモードは多数存在する。

### 主な物件／その他
クルー
プレイヤーは「クルー」と呼ばれるチームに所属することができる。クルーに所属すると、各クルーごとのエンブレムを車や衣服に貼り付けたり、シンボルカラーをペイントできるようになる。また、メンバー同士が協力して任務をクリアすることで、普段より高い報酬を得られるなどの特典がある。なお、大量のGTAマネーを不正入手するプレイヤーが多発した為に、クルーチャレンジはアップデートにより廃止された。
セキュリサーブ CEO
2015年12月15日に配信された、「GTAオンライン:富と権力と犯罪 」では銀行口座に5万ドル以上あるプレイヤーは、ボディガード募集サービス「セキュリサーブ」に登録することで自分だけの組織（クルーとは別）を結成し、ボスになることができる（後述するオフィス購入後は銀行口座の残高に関係なく上位互換であるCEOになれる）。ボスとなっている間は「ボスのスキル」を使用して自分と仲間に有利な状況を作り出したり、「ボスのジョブ」を実施して組織のメンバーのみが報酬を得られるミッションを楽しむことができる。組織に加入していないプレイヤーはジョブの妨害をすることができ、妨害に成功するとGTAマネーを得られる。
モーターサイクルクラブ MC
2016年10月4日のアップデートに追加されたコンテンツ。『GTAIV』のストーリーDLCの1弾となる『GTAIV:TLAD』に登場したアップタウン・ライダーズのマルクがサポートする。モーターサイクルクラブ（MC）を購入したプレイヤーは、自分だけのバイカーチームを結成し、プレジデント（リーダー）になることができる。また、メンバーが脱退すると処刑対象となる。
バイカークラブ拠点
クラブの建物内にはダーツやアームレスリングのコーナーがあるほか、バイク専用のカスタムショップを追加することもでき、プロスペクト（メンバー）全員が利用できる。また、ロスサントス市内にある秘密工場を購入し、偽札や麻薬、偽造書類の製造といった違法ビジネスによって収入を得ることも出来る。
ただし、エグゼクティブオフィスのCEO（ボス）とプレジデントは両立できず、CEOに戻りたいときはプレジデントを辞める（クラブを一旦解散する）必要があり、プレジデントに戻りたいときはCEO登録を一旦解除する必要がある。プレイヤーは8人参加可能。
アパート
オンライン開始後からあるコンテンツ。寝る事やテレビを見る事、お風呂、双眼鏡、着替え、他のプレイヤーを招待する事が出来る。安物物件から高級物件があり、アップデートにより、高級物件では「強盗ミッション(緑のHマーク)」が出来る。
また、ガレージが付いている。
エージェンシー
2021年12月15日のアップデート、「GTAオンライン:契約」では、エージェンシーの購入が可能になった。エージェンシーを購入すると、セキュリティ契約やVIP契約などの任務を行うことで収入を得ることができるようになった。
またオプションで武器庫などを追加できここでしか購入できない武器もある。
オフィス
2016年6月7日のアップデート、「GTAオンライン:金と権力と野望 」では、エグゼクティブオフィスと貨物倉庫の購入が可能となった。オフィスを購入すると自分がCEO（代表）となる会社を起業でき、極秘貨物の運搬任務を行うことによってさらなる収入を得ることが出来るようになった。公開セッションでしか、起動出来ない。また、オフィス購入後もボスの機能は利用可能であり、ボスの機能が一部強化される。
オフィス内では、複数人のオンラインプレイヤーを呼べば複数人用TVゲームや酒が飲めたりと、娯楽コンテンツが出来る。
ボスとなっていないときは、ボディガードを募集しているボスの傘下に加入することもできる。ボディガードでいる間は、ボスの影響範囲内に居続けることでRPを獲得し、ボディガードとしての報酬を得ることができる。ただし、ボスが死亡すると職務を果たせなかったと判断され、報酬額が段階的に減額される。プレイヤーは合計4人参加可能。
地下基地
2017年6月13日のアップデートで追加されたコンテンツ。地下基地を購入すると、CEOまたはプレジデントになっている場合に限り、銃器の密造と輸出によって収入を得られる他、乗り物・武器のアップデートのための研究ミッションに取り組むことが出来る。
また「機動作戦センター」という武装トレーラーを購入することで銃などのMk2改造、限定の車の改造が出来る。他にも、新しい乗り物の割引購入権を得られる「機動作戦」というミッションを実施できるようになった。
格納庫
2017年8月29日のアップデートで追加されたコンテンツ。『GTAV』(本編)に登場する主人公3人の内の1人トレバーの相棒、ナーバス・ロンがサポートする。ロスサントスならびにブレイン郡に点在する格納庫を購入すると、自分専用の航空機を収納しておける他、様々な物品の輸出入ミッションによって収入を得られる。
上記に記載されている通り、(GTAオンラインのみ)航空機の改造が可能になった。格納庫は国際空港および軍事基地の内部にあり、後者の物件を購入した場合、軍事基地の大半の部分がフリーパスで移動可能となる（CEO/モーターサイクルクラブのメンバーも同様にフリーパス付与。なお爆発物を使ったり基地内車両を盗んだ場合は手配度2が、管制塔の金属探知機より先に侵入した場合は手配度4が付く）。トレバーは登場しないが、購入時にロンからトレバーに対する意味深な発言をした。
施設
「強盗:ドゥームズ・デイ」にて、上記の通り。
ナイトクラブ
2018年7月24日に追加されたコンテンツ。MCやCEOになっていれば、ナイトクラブのミッション(イベント貨物など)や宣伝ができ、自分自身のナイトクラブ経営できる。その後、報酬が貰える。ナイトクラブでは、自身の設定で、入場料や服装などを決められる。自身のナイトクラブの人気度を上げることで、収入が貰える。オンラインプレイヤーがダンスを踊れるようになっていたり、新しいアクションなどが追加された。
また、前作のゲイ・トニーやラズロウや実在するDJなどが登場する事も、大きな特徴。
また「テラーバイト」という武装トレーラーを購入することでオプレッサーmk2の改造、ドローンの飛行、武器改造が出来る。他にも、新しい乗り物の割引購入権を得られる特別ミッションを実施できるようになった。
アリーナ
2018年12月11日に配信されたコンテンツ。オフラインのみ使用した、「メイズバンク・アリーナ」内の巨大な闘技場でオンラインプレイヤーが競い合う事が出来る。
大きな特徴はアリーナを購入するとアリーナポイント(実際にはAPと表示)と呼ばれるものがあり、そして特定の車にはGTAシリーズ初、レーザー銃が付けられるようになり、また以前からある車のヘッドライトのカラーなども変更出来るようになった。
アリーナウォーズをプレイするためにはメイズバンク・アリーナの周りにある、複数のピンクの輪っかに行く必要がある。
オートショップ
エージェンシー
ダイヤモンドカジノ&リゾート
2019年7月23日に配信されたコンテンツ。発売当初からカジノ施設が存在していたのだが利用不可であった。しかし、6月辺りにGTAオンラインのみでカジノ施設に工事のオブジェクトが存在し、１週間事に増えていった。
GTAマネー1ドルで1チップとなっており、賭け金もプレイヤー自身で決められる。ゲームはルーレット、競馬、スロットマシン、ブラックジャック、ポーカーが出来る。また現実世界で1日1回、ルーレットを回すことが出来る。ただしスロットは3×1ラインのマシンのみしか存在しない。｢GTAオンライン:カヨ・ペリコ強盗｣アップデートの際にはミュージック・ロッカーと呼ばれるクラブハウスがカジノの隣に追加された。
※また、一部の国、地域では規制（プレイ不可）が入っているが、入場のみであれば可能。日本版では一切規制は無いが、シャークマネーカード（課金）で購入したGTAドルで賭ける事は不可能。

### かつて存在したジョブ及びコンテンツ
クルーチャレンジ
初期のGTAオンラインのみで実装されていたコンテンツ。その後のアップデートで廃止となった。
現金輸送車襲撃
初期のGTAオンラインのみで実装されていたフリーモード限定のイベント。移動時、マップ上にランダムで現金輸送車が現れ、襲撃をすれば大金を手に入れる事ができた。初期のGTAオンラインの公式トレーラーにおいても登場していたり、説明があったことからメインコンテンツとして存在していたが、その後、アップデートにより廃止となった。
ソロセッション
2013年のGTAオンラインサービス開始当初から存在していた1人限定のプライベート用のフリーモード。ソロセッションを建てたプレイヤー以外のプレイヤーはフレンドクルーメンバー含め参加出来ない。2022年のアップデートにより削除された。

### 賞金首
民間人から乗り物を奪ったり(稀に路肩や駐車場に停車あるいは駐車してある乗り物を盗んだり)、暴力を振るったりした際などに、そのプレイヤーが賞金首として指名手配されることがある。賞金首となったプレイヤーはマップ上において赤いバツ印の骸骨マークで表示され、そのプレイヤーを殺害すると、とどめを刺したプレイヤーにその賞金額が授与される。また、レスターに電話で依頼することで、任意のプレイヤー1人に自分から賞金をかけることもできる(かけるGTAマネーも任意だが相手にかけた人のIDが表示される)。賞金首となっても、一定時間逃げ切ると指名手配が解除され、かけられていた賞金が自分に授与される。なお、任意のマップで他人のプレイヤーに殺害された場合、「パッシブモード」を起動してしばらくの間敵プレイヤーが自陣プレイヤーを狙い続けるシチュエーションを避けることが可能である。

### 負け犬
ジョブを途中抜けする・他のプレイヤーの個人車両を破壊する・迷惑プレイヤーとして通報されるなどの行動を繰り返すと「負け犬サーバー（BAD Sports Server）」と呼ばれる隔離サーバーへと送られる事がある。このサーバーに収容されると、「DUNCE」と呼ばれる帽子を強制装着させられ、一定期間（初めての場合は2日、以降罪状に応じて2週間・2ヶ月以上と増加していき、最終的には永久追放処置）通常のプレイヤーとプレイ出来なくなり、負け犬サーバーに収容されているプレイヤー同士のみでしか遊べなくなる。
なお、チートを使ったプレイヤーとロックスターゲームス社に認定された場合、程度により数日のプレイ禁止、最悪の場合永久的な追放措置を下される場合がある。

## 反響
アメリカ合衆国などでは、アナリストの推測によるとGTAVだけで映画作品の『スター・ウォーズ エピソード4/新たなる希望』や『風と共に去りぬ』などの興行収入30億ドルを遥かに上回る、60億ドルという売り上げを収めて、どんな形態のメディアと比較しても史上最高額の売り上げを上げていると語られている。
そのため、『マインクラフト』に次ぐ現在世界で2番目の売り上げを誇るゲームソフトである。また、比率で見るとコンシューマーゲーム機のみでは世界一の売り上げとの見方（『Wii Sports』においては北米や欧州ですべてのWii本体セットに同梱されていたため、除く場合）もあり、その後のGTAオンラインで使用されるGTAマネーの課金の売り上げも驚異的である。
2015年、ゲームソフトでは世界一となる3000万件ツイート率を獲得したほか、YouTubeにて2019年に最も視聴されたゲームのランキングで3位を獲得 し、Twitchにて2021年で最も視聴されたゲームソフトとなった。同年、米国のコーネル大学が機械学習を使用し、GTAVのグラフィックをフォトリアル化する技術開発を開始することを発表した。

### ギネス世界記録一覧
- 発売後24時間で最も売れたアクションアドベンチャービデオゲーム（ジャンル別）。
- 発売後24時間で最も売れたビデオゲーム（カテゴリー）。
- 10億ドルの売上を最も早く達成したエンターテインメント作品。
- 10億ドルの売上を最も早く達成したビデオゲーム。
- 発売後24時間で売上最高記録を達成したビデオゲーム。
- 発売後24時間で収益最高記録を生み出したエンターテイメント作品。
- ゲームトレーラーで最高視聴回数を記録したアクションアドベンチャービデオゲーム[82]。

### 批判
かつてGTAシリーズは、毎年もしくは2年に1度のペースで新作を発売していた が、『GTAオンライン』の課金やプレイヤー数維持の成功、また継続的な無料アップデートなどにより、『GTAV』以降の新作は発売されず、『レッド・デッド・リデンプションII』と『グランド・セフト・オートVI』のみにほぼすべての新作リソースを注いでいる状況にあった。
アップデートによりゲームが大きく変わり、一部のファンからは「ゲーム内の物価のインフレーションが激しい」「GTAオンラインの世界観が崩壊」「そもそもGTAはオフラインのストーリーを楽しむもの」「オンラインがメインのゲームではない」などと批判されている。
ロックスター社側も問題を抱え、2001年の『GTAIII』から開発に携わっていたロックスター・ノースの元社長であるレスリー・ベンジーズが、雇用状況に不満を覚えたため親会社からの未払い問題を提起して退社、ノースの社員もこの問題に納得が出来ずにロックスターを次々と退社していった。退社後、新たな社長に変わり、GTAオンラインのアップデートの路線も軍事車両やゲーム内の物価の上昇による課金重視方針、非現実的なアイテムを追加するなど大幅に変更した。
それを見ていたレスリー率いるロックスター・ノースの元社員は、歴代のGTAシリーズとは正反対の作品に変わってしまった事をきっかけに、新会社を設立し『エブリウェア』と呼ばれる本来のGTAシリーズに似たゲームを製作している。その他、ロックスター・ゲームスの創設者のダン・ハウザーも2020年に退社 した。ダンもレスリーの新会社で共に『エブリウェア』の製作に携わってほしいとの声が多数ある。
また、ロックスター・ノースや親会社のロックスター・ゲームスはグランド・セフト・オートV発売以前から何度も自社の方針として「オンラインゲームよりストーリーなどを重要視したオフラインゲームを優先する」と明言しており、過去のGTAシリーズでもストーリーモードのDLCをいくつか発売する他、 GTAIVのマルチモードもほぼ限定的だった事もあり、ロックスター自体、本来オフライン向けゲームがオンラインゲームとして方向転換する事にとても長年批判的だったうえ、2011~2012年にもオフラインモードに重点を置いた完全新作である『L.A.ノワール』や『マックスペイン3』を発売していた。
しかしグランド・セフト・オートV発売以降、当初重要視されていなかったGTAオンラインが世界的に成功し、ロックスター側はオンライン向けのコンテンツを優先する事になった。GTAVのストーリーモードの中止の際に「しかし、オンラインモードはオフラインモードに敵わない、ロックスターはオフライン（ストーリーモード）を最も重要視している。」と改めて自社の主な方針をオフラインモードとした。2023年現在までGTAVのオフラインモード（ストーリーモード）にコンテンツ追加やサポートなどは行われておらず、オンラインモードとオフラインモードに切り替えるときは大陸のオブジェクトなども変更される。

### 次回作
2015年には開発を行っているロックスター・ノースの元社長レスリー・ベンジーズが「グランド・セフト・オートシリーズの次回作のアイディアは既に得ている。」と答えた。
2022年2月5日にロックスター・ゲームスはグランド・セフト・オートシリーズの新作が開発中であると発表した。2023年末に初めてPVが公開され、発売は2025年になることが発表された。
同年9月にはグランド・セフト・オートシリーズ次回作のプレイ映像が流出した。